# Biserica de lemn din Bălcești

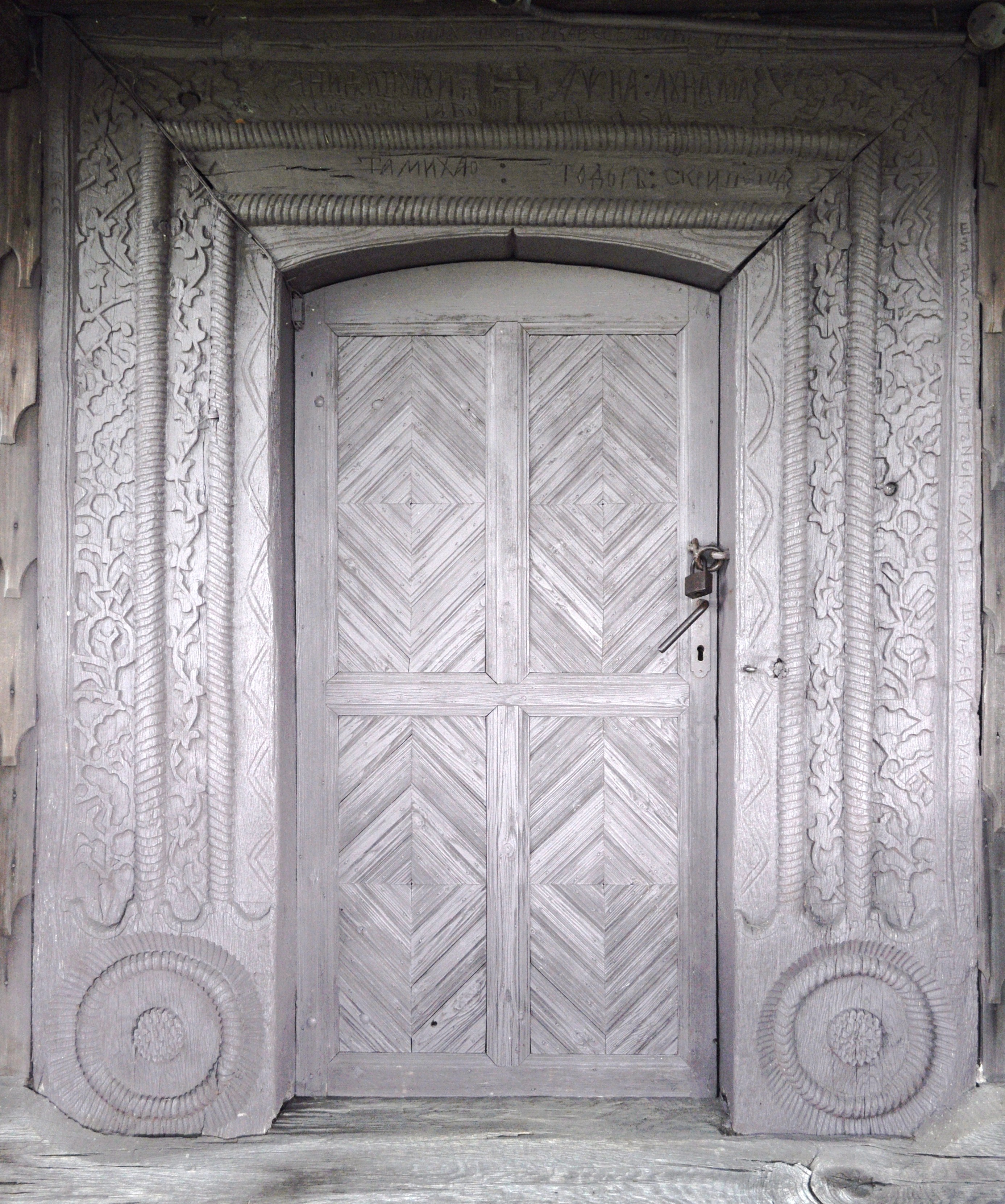
Portalul

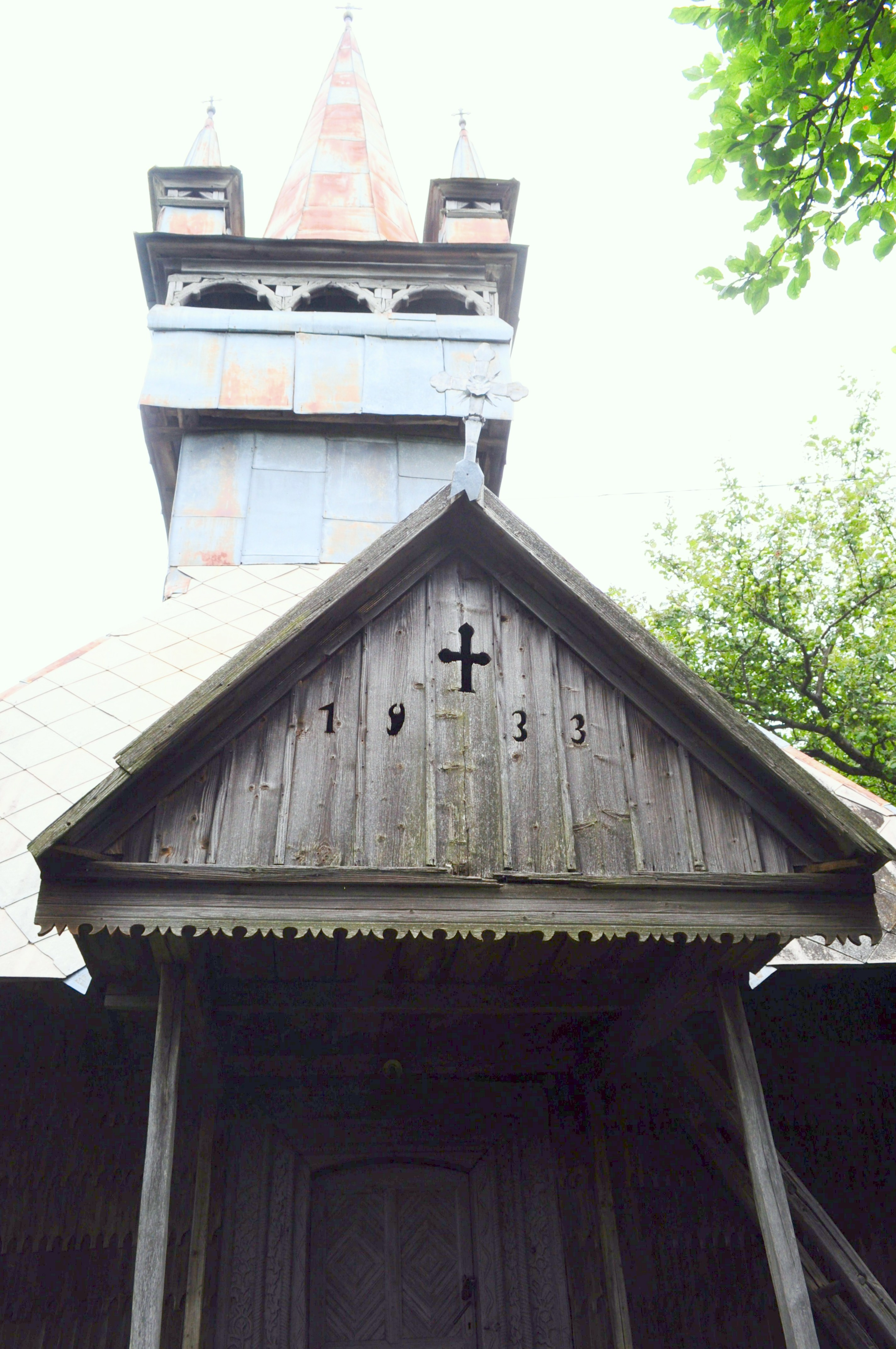
Turnul-clopotniță

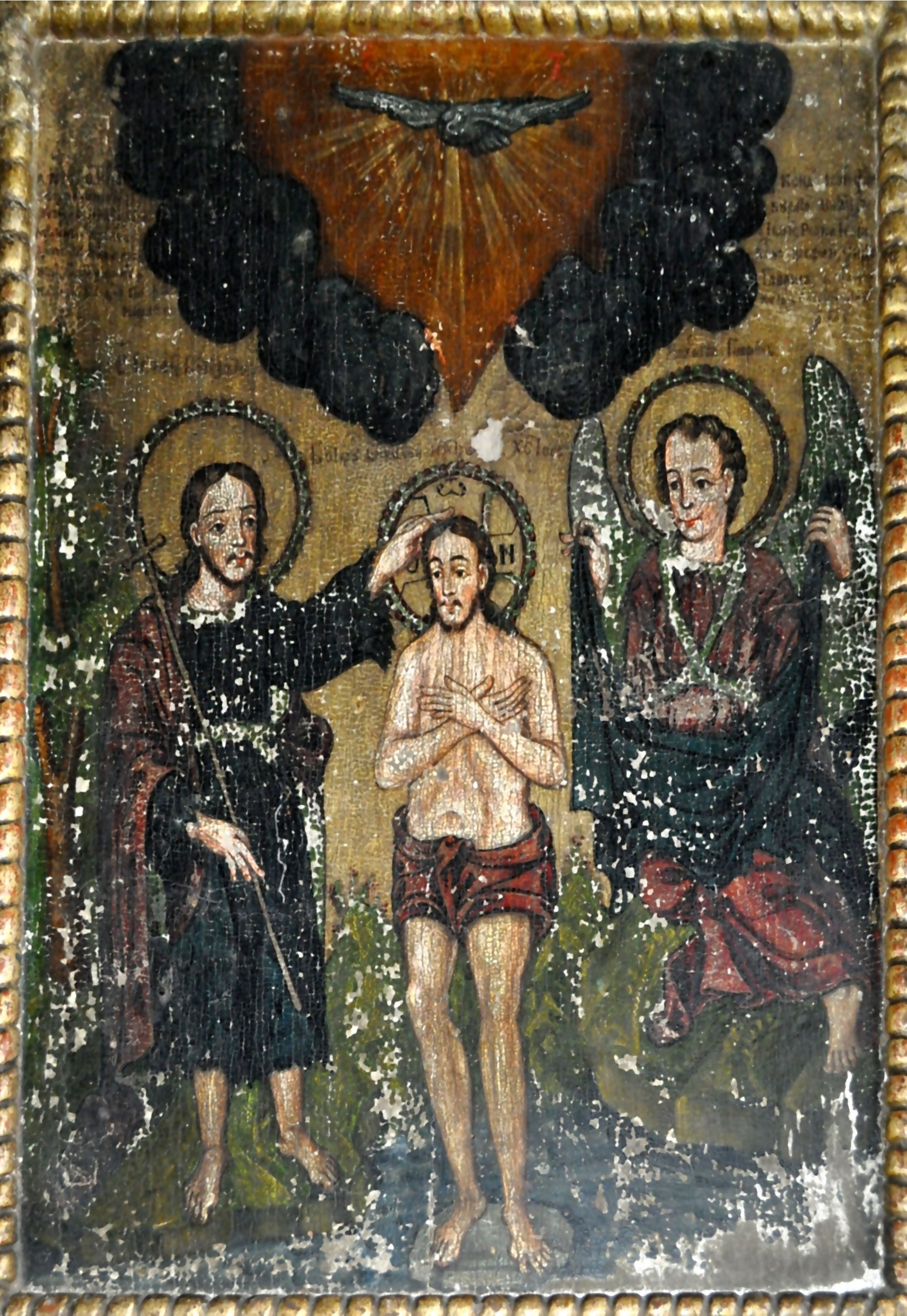
Icoană pe lemn: Botezul Domnului

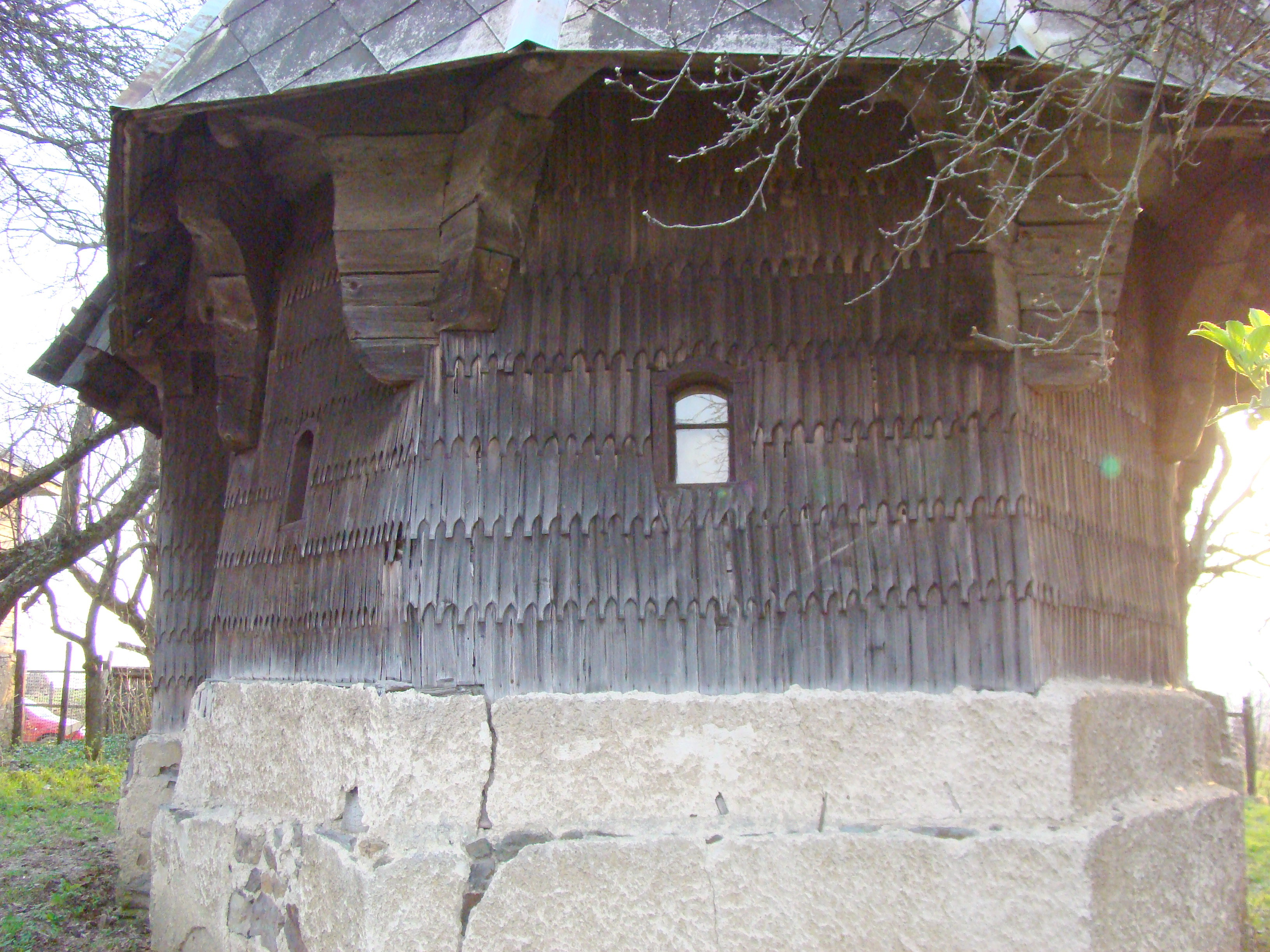
Absida altarului

Biserica de lemn din Bălcești, comuna Căpușu Mare, județul Cluj, datează din anul 1751. Biserica are hramul „Înălțarea Sfintei Cruci” și se află pe noua listă a monumentelor istorice sub codul cod LMI CJ-II-m-B-07527.

## Istoric și trăsături
Înaintea acestei biserici a existat doar o clopotniță, credincioșii fiind nevoiți să meargă la biserica din Dângău Mic. Biserica a fost adusă în Bălceștii Dângăului în anul 1936, din satul Mănășturu Românesc, azi Mănăstireni, de către meșterul Ioan Tot Săotanu din Ardeova. În memoria colectivă este încă vie amintirea acelui important eveniment, evocat adesea de mai vârstnicii satului ca cel mai important din toată copilăria lor. 
Vechimea bisericii este dovedită de valoroasa ei pisanie originară, aflată pe portalul de intrare: „Titori domnia sa Dobra Pătru și Burca Vese și cu Todor Toder și Colde Ion și Ile Ion și Gănocă Lup și Derle Ion și Zircău Ignat și Colde Vese. Anii Domnului 1751 luna lui martie 1 zi, meșter mare Tat Ion, Tat Mihaiu Todoră, scris Pop Todor.” Pisania surprinde, în afara datării precise a consacrării lăcașului, capii familiilor de la talpa satului Mănăștiuru Românesc: Dobra, Burca, Todor, Colde, Ile, Gănoacă, Derle și Zircău, preotul Pop și cei doi meșteri, Tat, dintre care primul cu titulatura rar întâlnită, de meșter mare.
Biserica „Înălțarea Sfintei Cruci” din Bălcești, (de la Bâlc-Bălcești), în 1909 încă un cătun al satului Dângău Mare, azi sat mic, de sine stătător, aparținând comunei Căpușu Mare este construită din bârne bine cioplite de stejar, îmbinate în coadă de rândunică și cheotoare dreaptă, cu grinzile de la bază fixate, la noul amplasament, pe o fundație solidă de piatră. Biserica are un plan dreptunghiular unitar pentru pronaos, (3,93/6,50) și pentru naos (6/6,50), iar altarul pentagonal, cu pereții retrași.
Pronaosul este tăvănit, de pe grinzile ce-l delimitează înălțându-se turnul de înălțime mai redusă, în comparatie cu alte construcții similare, cu galerie deschisă, având câte trei arcade semicirculare pe fiecare latură a sa și un coif octogonal pe bază pătrată. În patru colțuri ale clopotniței apar cele patru turnulețe specifice zonei, de dimensiuni obișnuite, însă, bine proporționate în raport cu înălțimea turlei și de o simetrie impunătoare. Acoperișul, astăzi din tablă, este unitar pentru corpul de bază și ceva mai scund pentru altar, iar pereții exteriori au fost cu grijă placați cu șindrilă, în interior biserica fiind tencuită și văruită. Ancadramentul ușii de intrare din pridvor este bogat decorat, prin incizii cu motive geometrice, alternând cu altele florale, stilizate. Pe partea superioară a lui au fost încrustate în lemn datele edificării bisericii în Mănășturu Românesc, anul 1751, cu litere chirilice.
Valoroasele icoane pe lemn care făceau parte din patrimoniul mobil al bisericii se află în prezent la biserica de zid „Înălțarea Domnului” din Mănăstireni, a cărei piatră de temelie a fost pusă în 1925.
În biserica nouă din Mănăstireni se păstrează icoanele de la biserica de lemn pe care credincioșii au donat-o credincioșilor din Bălcestii Dăngăului în anul 1933. Pe unele din aceste icoane sunt trecute numele donatorilor și ale zugravilor: Gheorghe Zugravul ot Cetatea de Baltă un bine cunoscut pictor muralist și de icoane în stil postbrăncovenesc, și, mai ales, Simeon Silaghi Zugravu, însemnat pictor muralist și pictor de icoane pe lemn ce a împodobit cu talentul său veritabil aproape treizeci de biserici de lemn sau de zid din Munții Apuseni, Zarand, Banat, Bihor, Sălaj, de pe văile Someșului și Mureșului, lucrând, vreme de șase decenii, ultimele trei din secolul al XVIII-lea și primele trei din cel următor, într-o perioadă de vârf a luptei românilor din Transilvania, cu o dăruire de urmaș al celor ce puseseră bazele luminismului românesc.
În 1776 a pictat, probabil, pentru biserica de lemn din Mănastireni mai multe icoane: Adormirea Maicii Domnului, Soborul Sfinților Arhangheli, Botezul Domnului și Schimbarea la Față, lucrate de data aceasta nu în “atelierul” său din Cluj cum bănuim că a realizat zeci de alte asemenea opere, ci în sat, creații la care specialiștii au putut observa aceleași penetrante infuențe în strucuturarea tablourilor, cu reținerea unor elemente baroce de peisaj și o concentrare spre redarea anatomică din ce în ce mai evidentă a corpului uman, fără renunțarea totală la stilizările postbizantine.
Cu toate că icoana Botezul Domnului, una dintre cele mai reușite, purta o amplă și atât de concludentă inscripție de donator, referitoare și la celelalte, pictorul nu și-a consemnat numele: „Aceste sfinte 4 icoane s-au făcut în zilele acestor oameni scriși, din cheltuiala eclejii și s-au făcut în casa lui Comdor Ioan, ficurator Groză Ioan, Roca Ioan, Colde Ștefan, Zirbo Gavrilă, împreună cu toti sătenii. An 1776”.

## Imagini din exterior

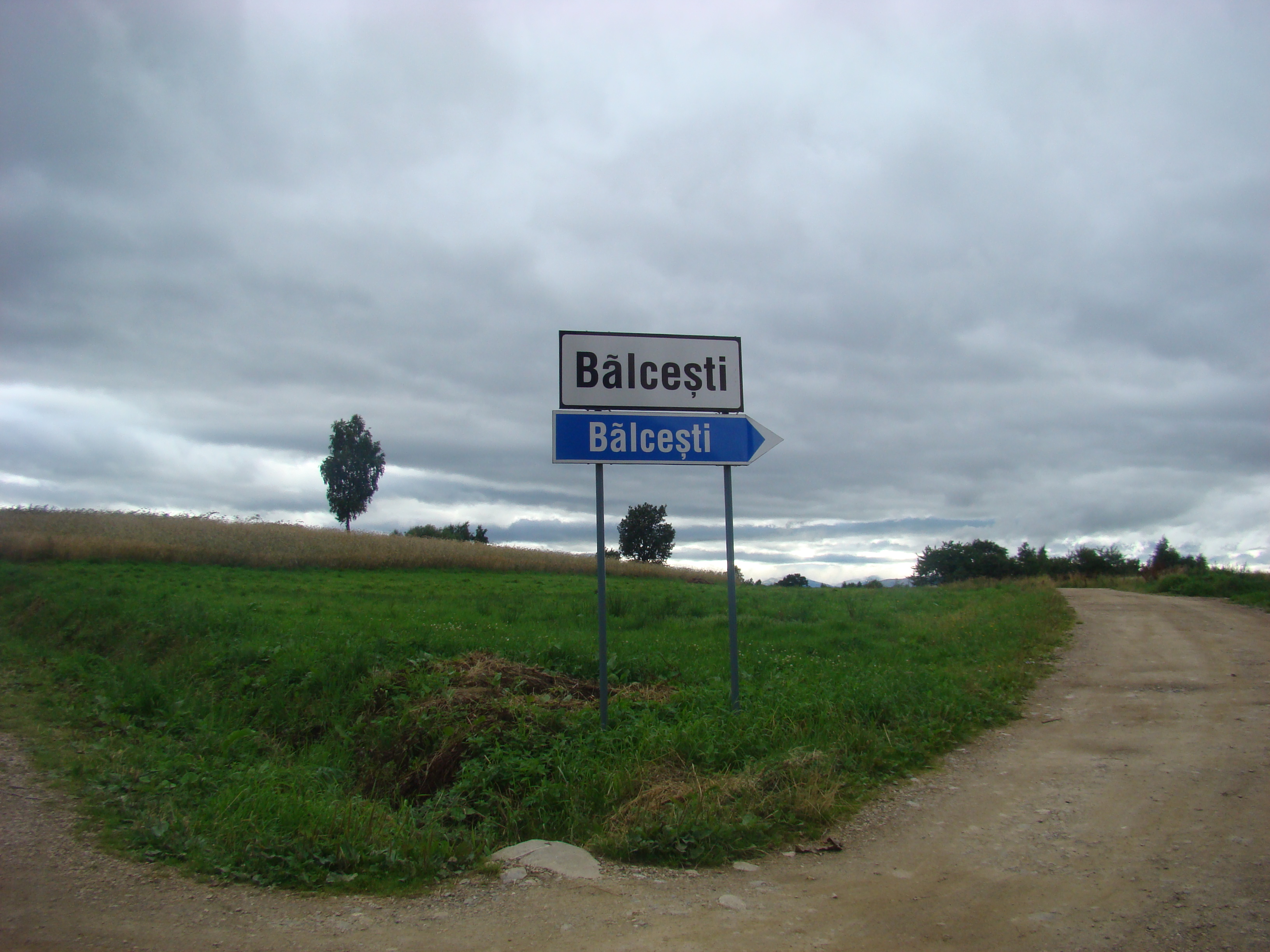
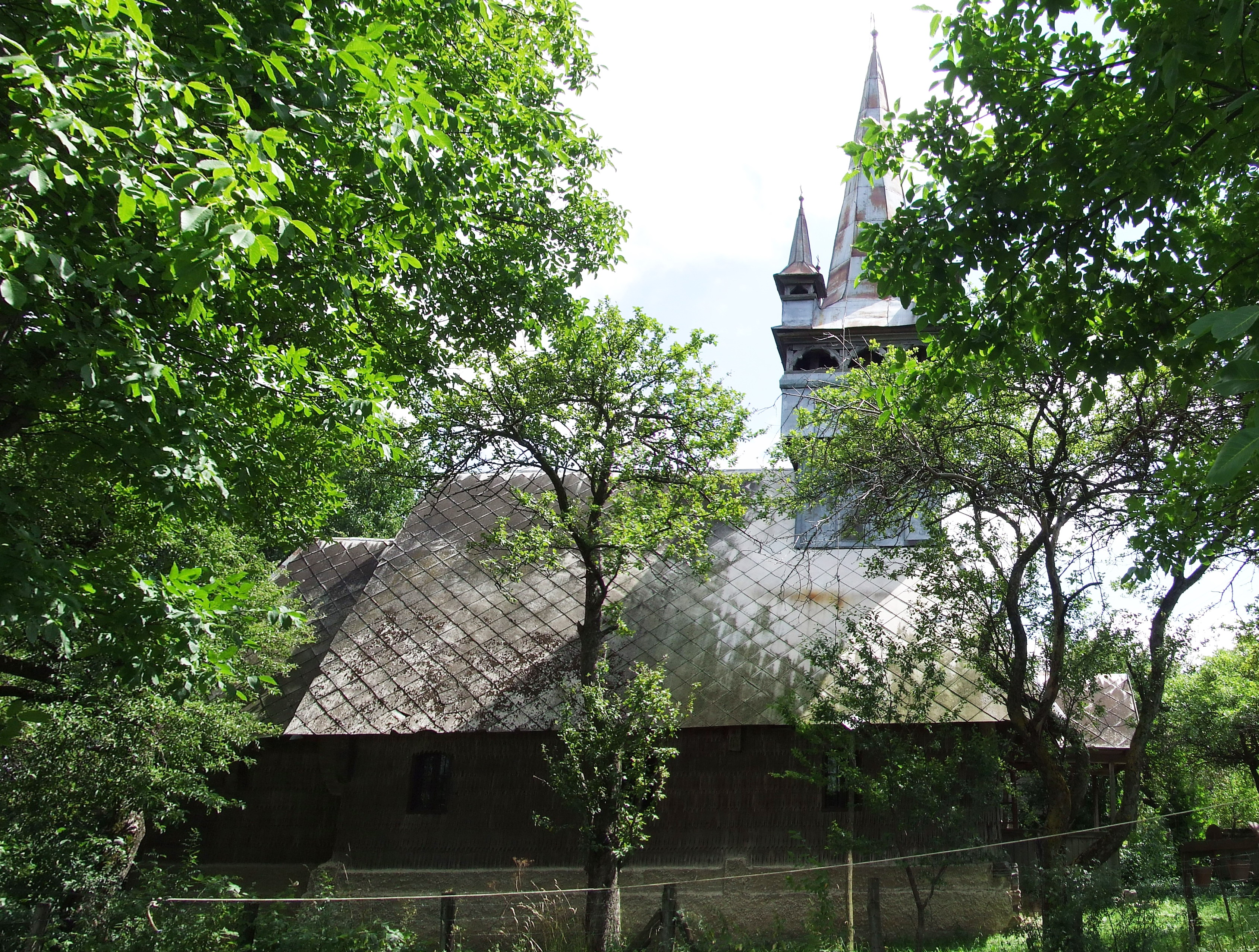
Biserica de lemn din Bălceşti, 2008
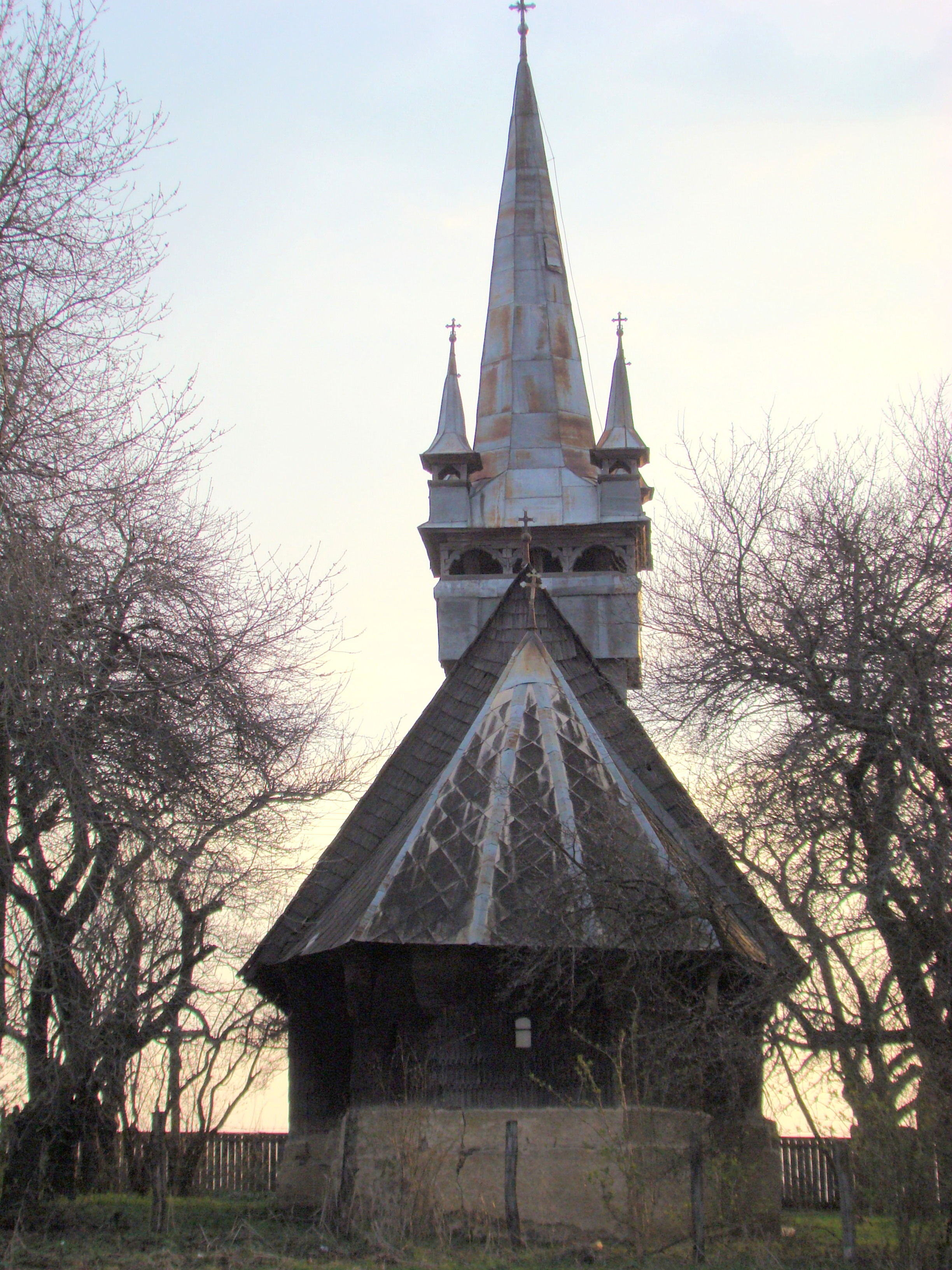
Vedere din est
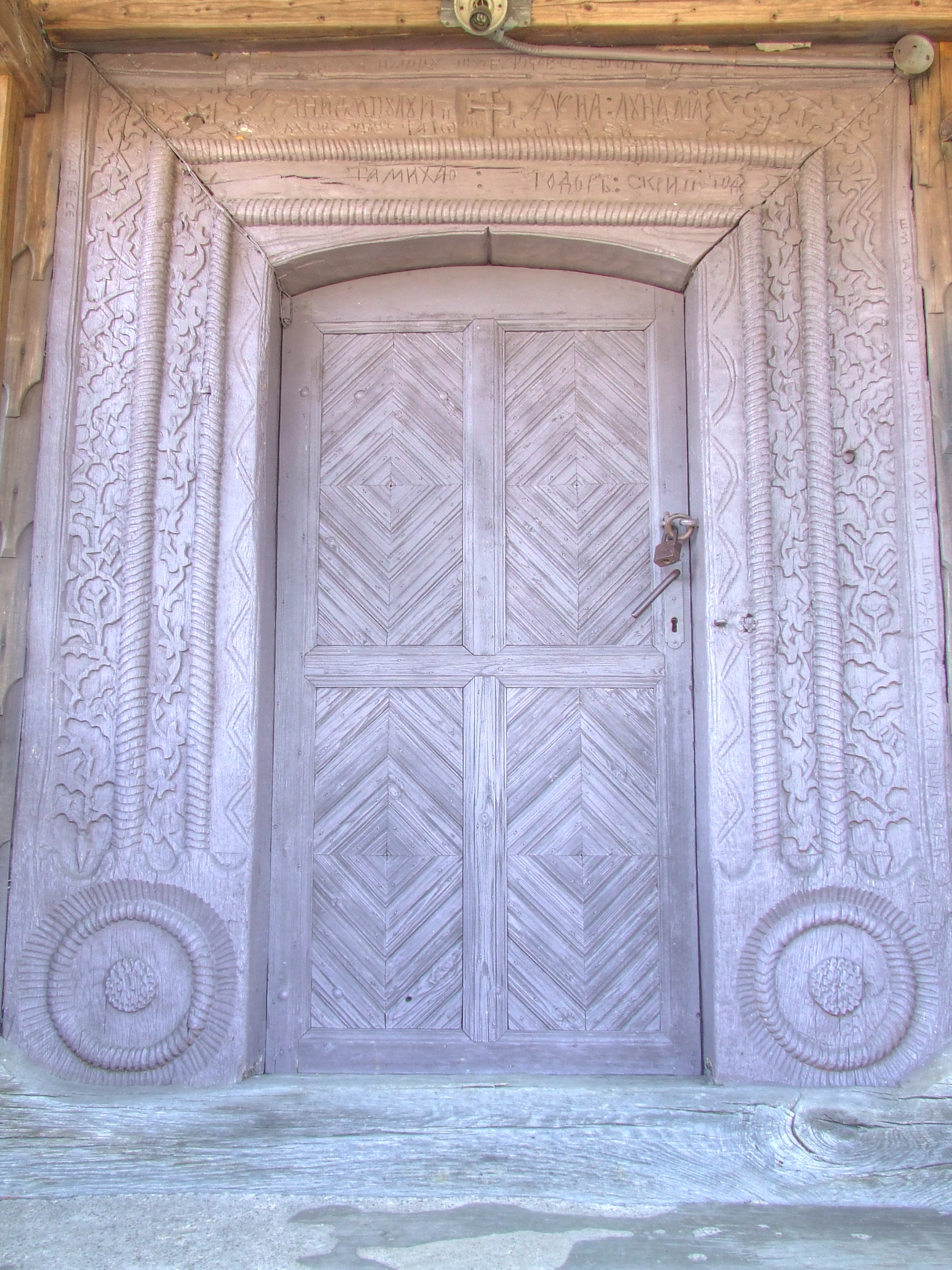
Portalul bisericii
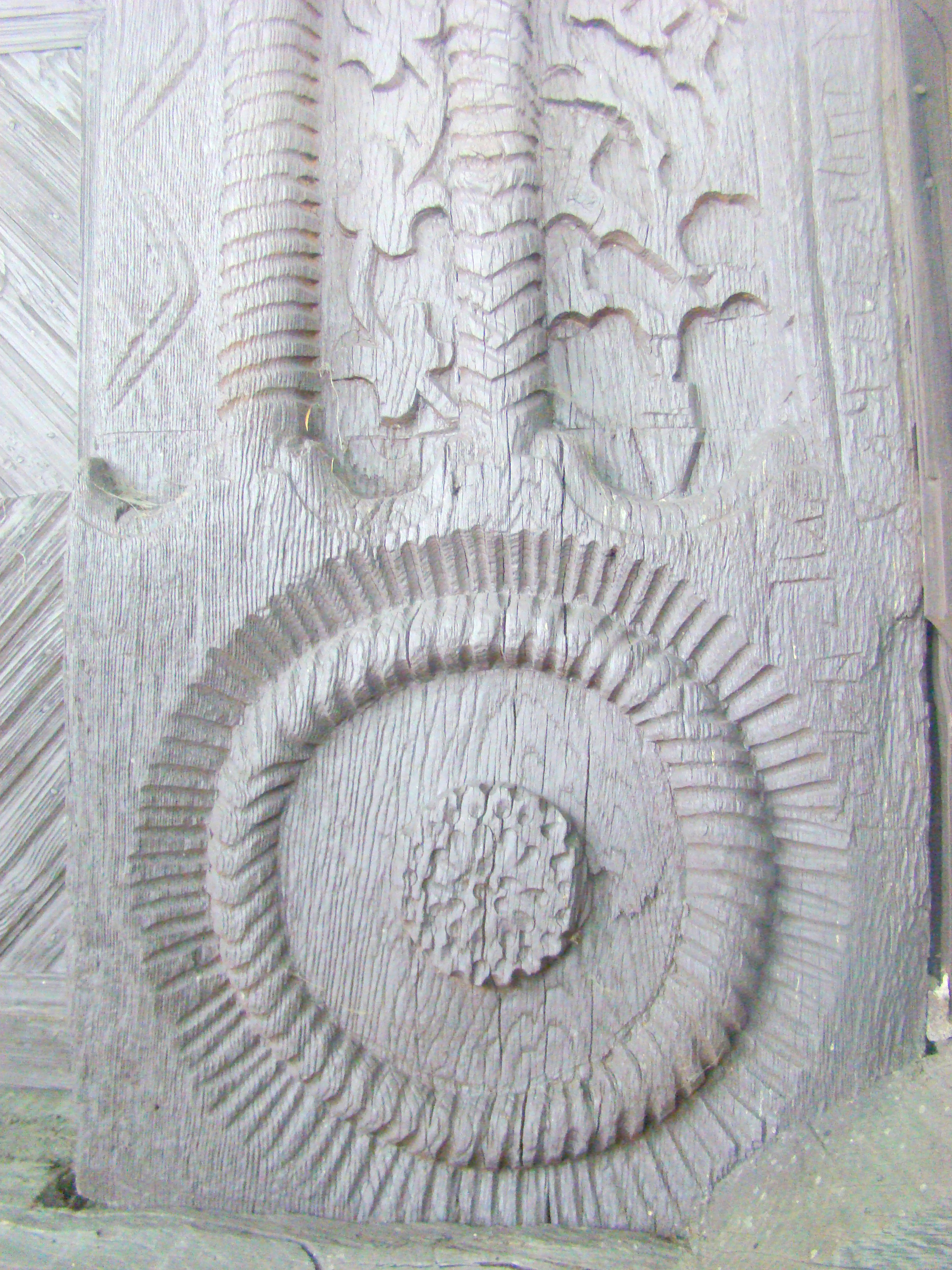
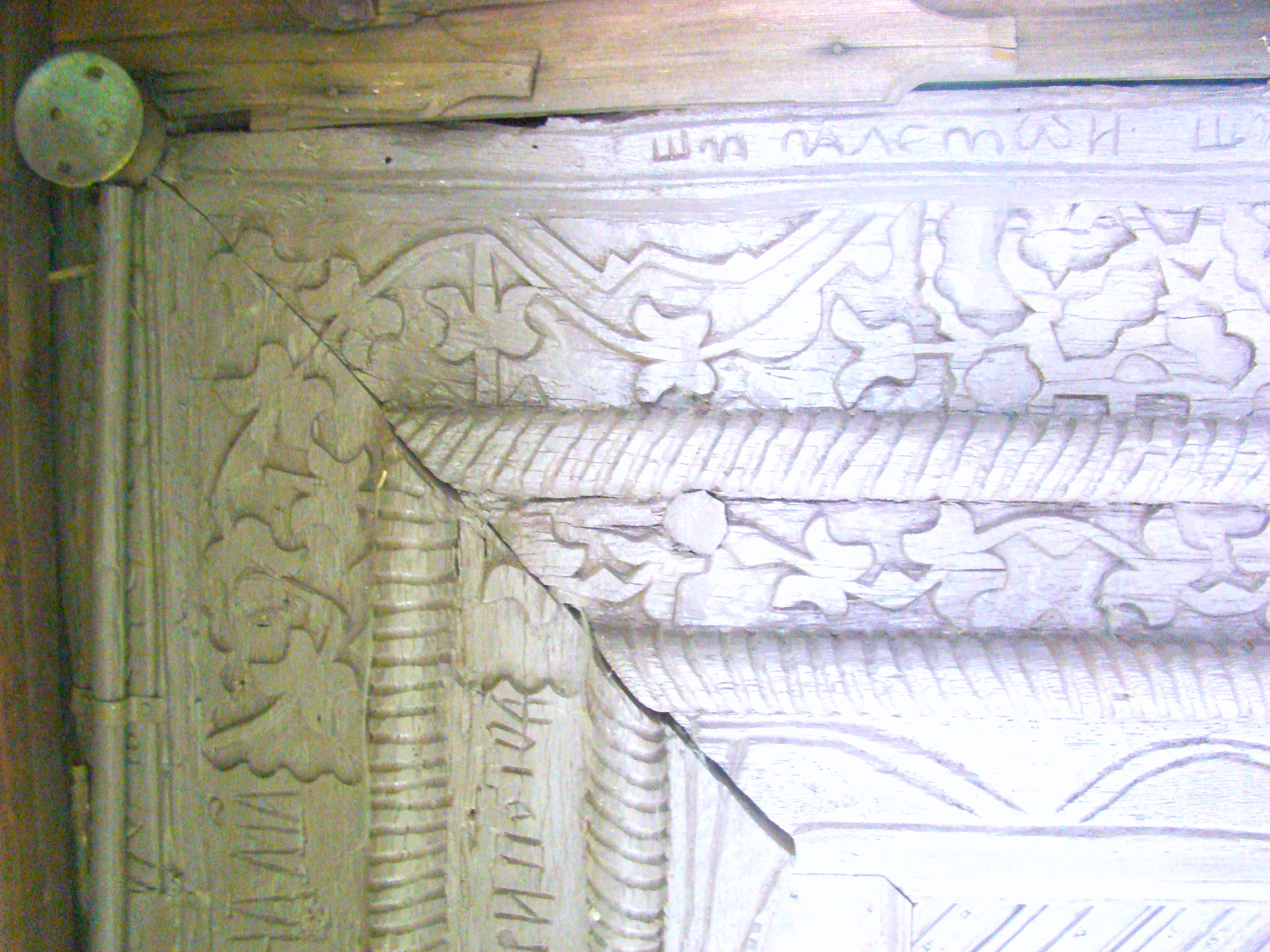
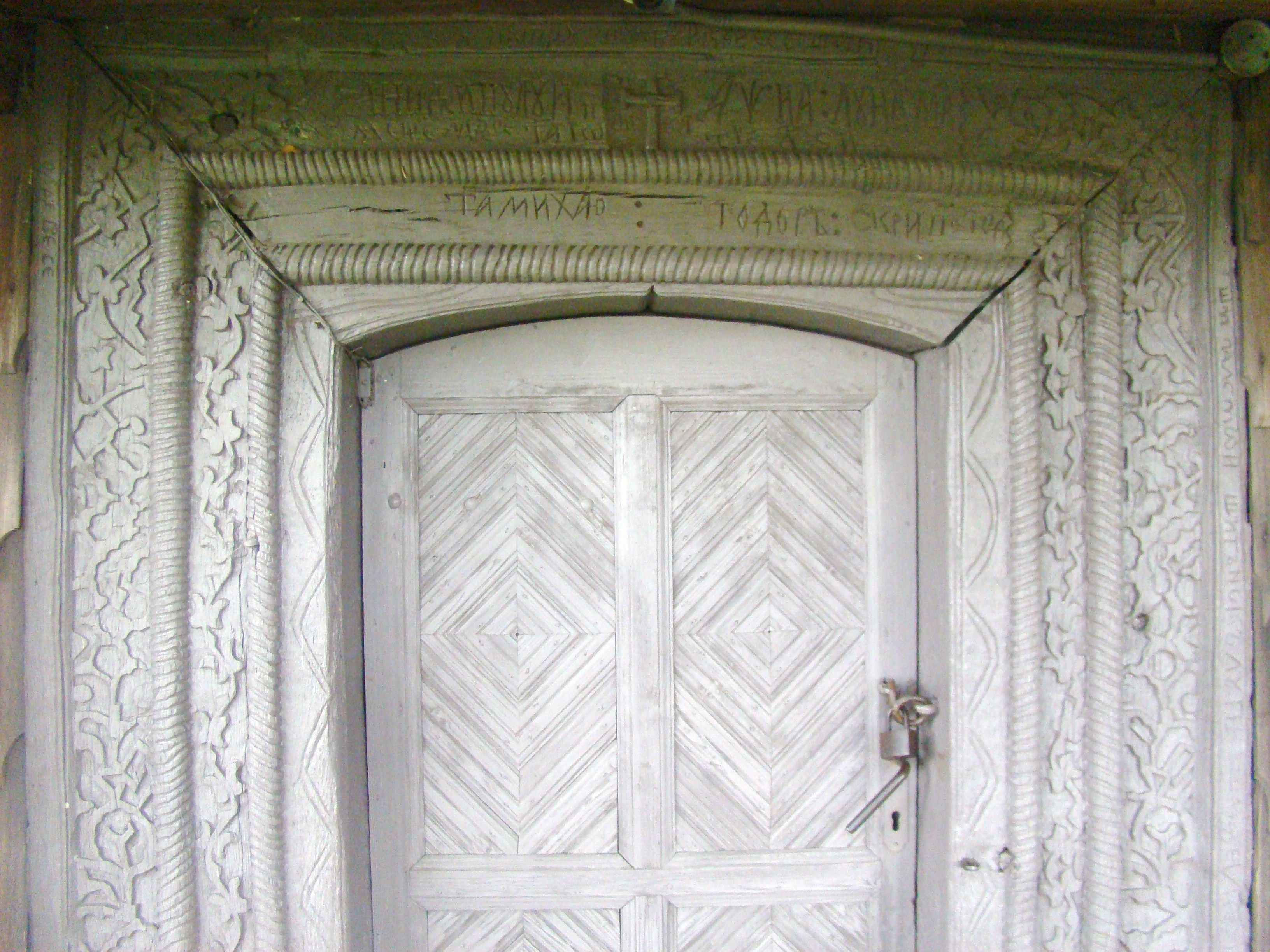
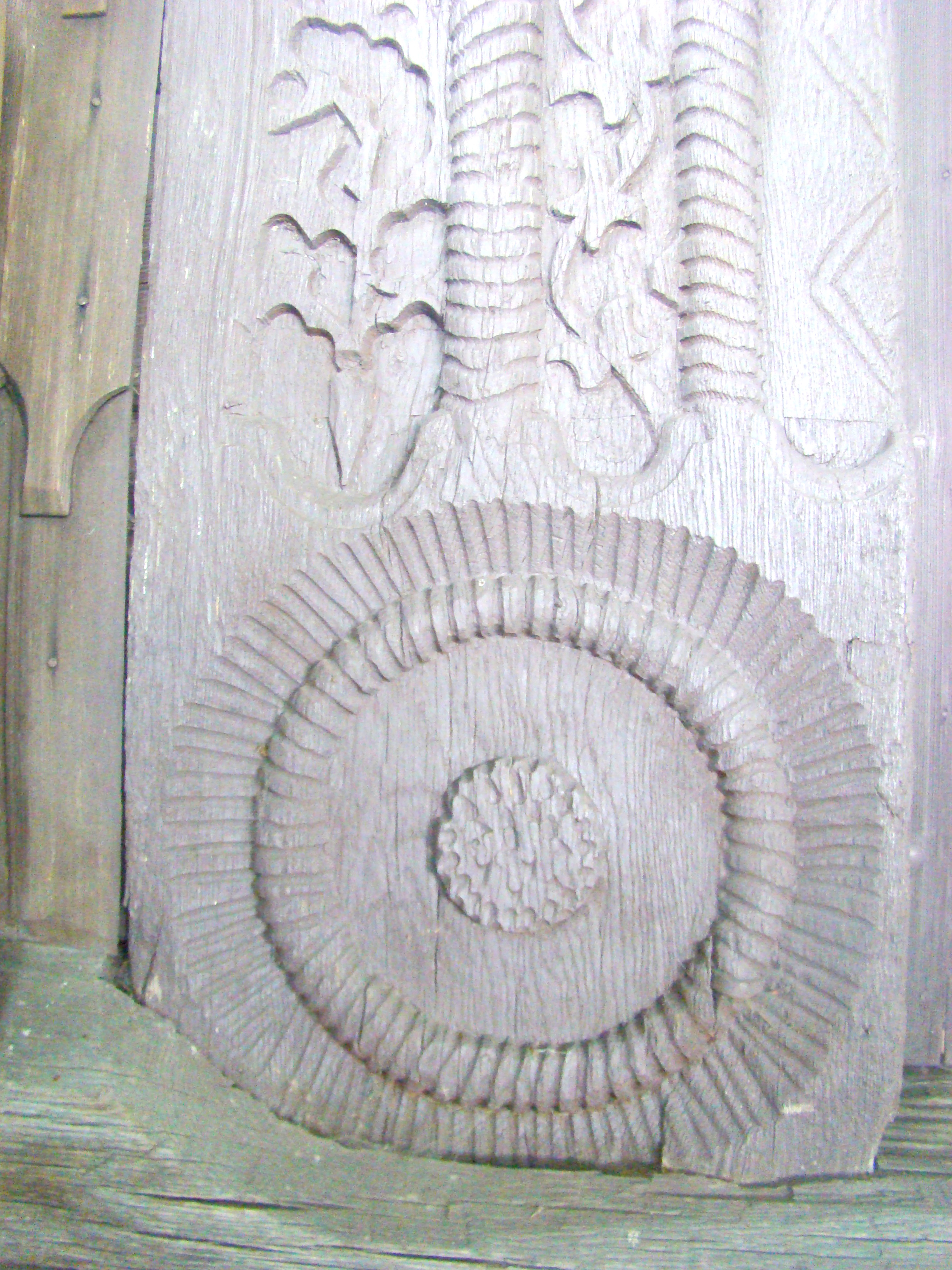
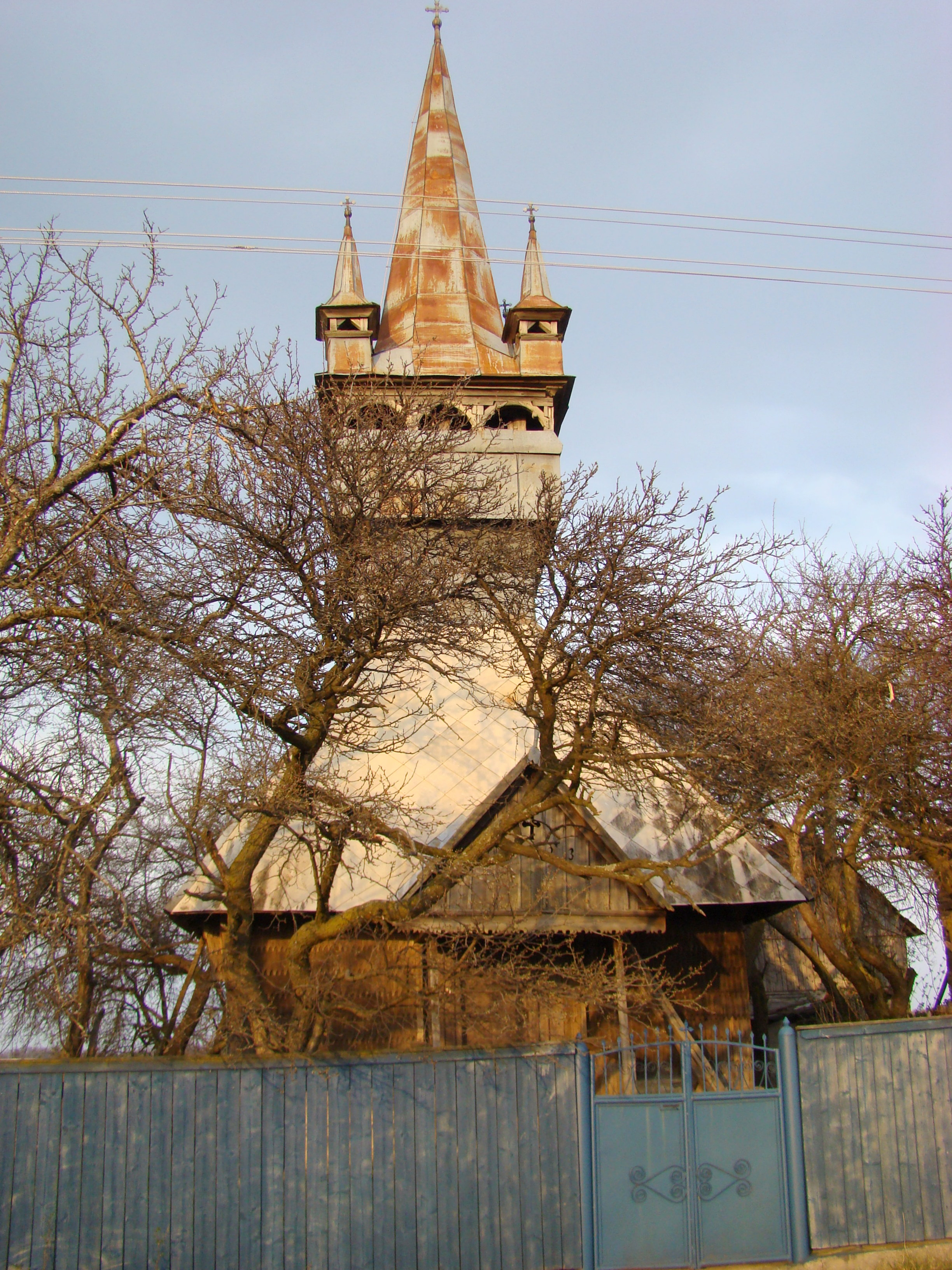
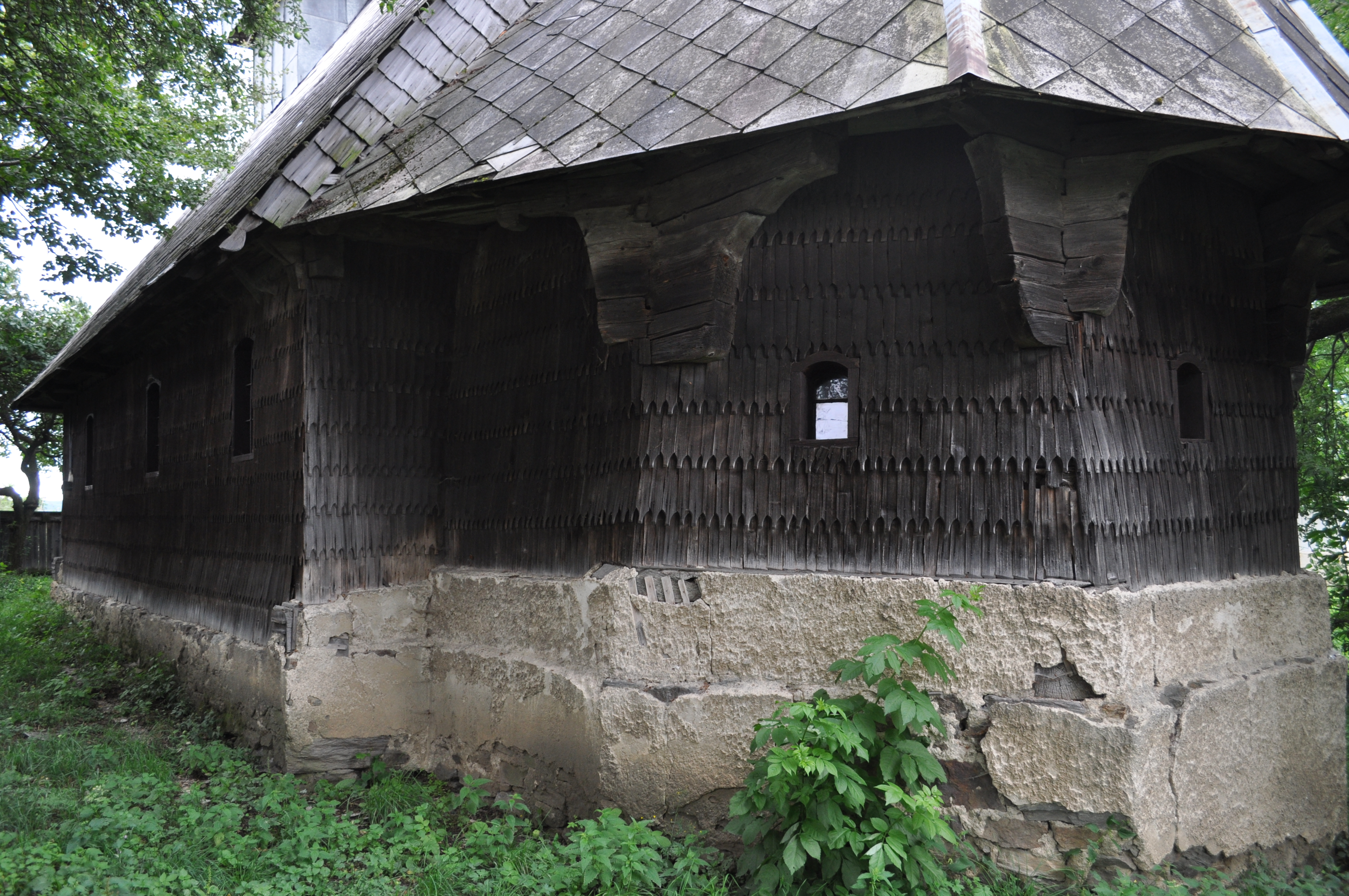
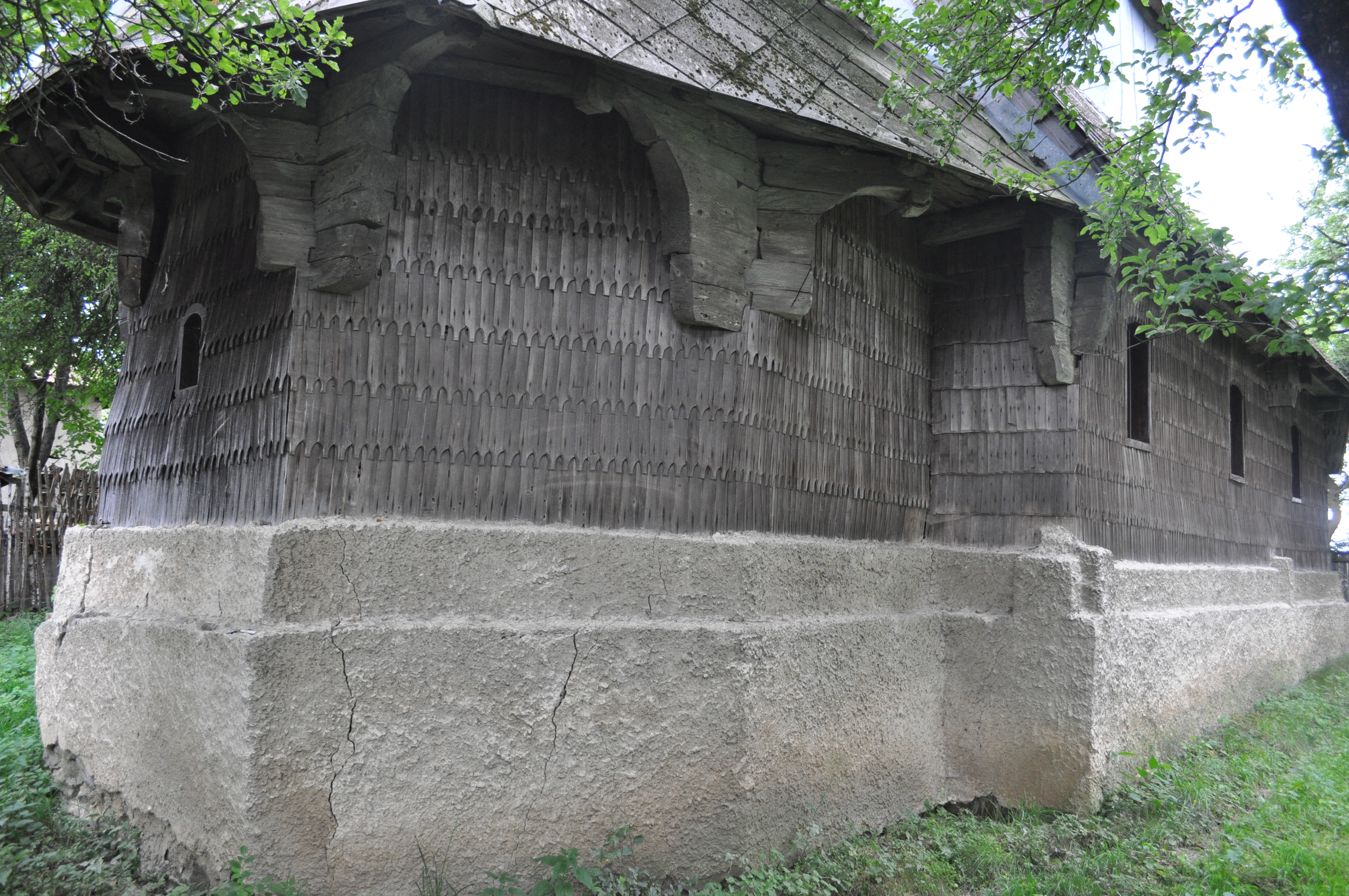
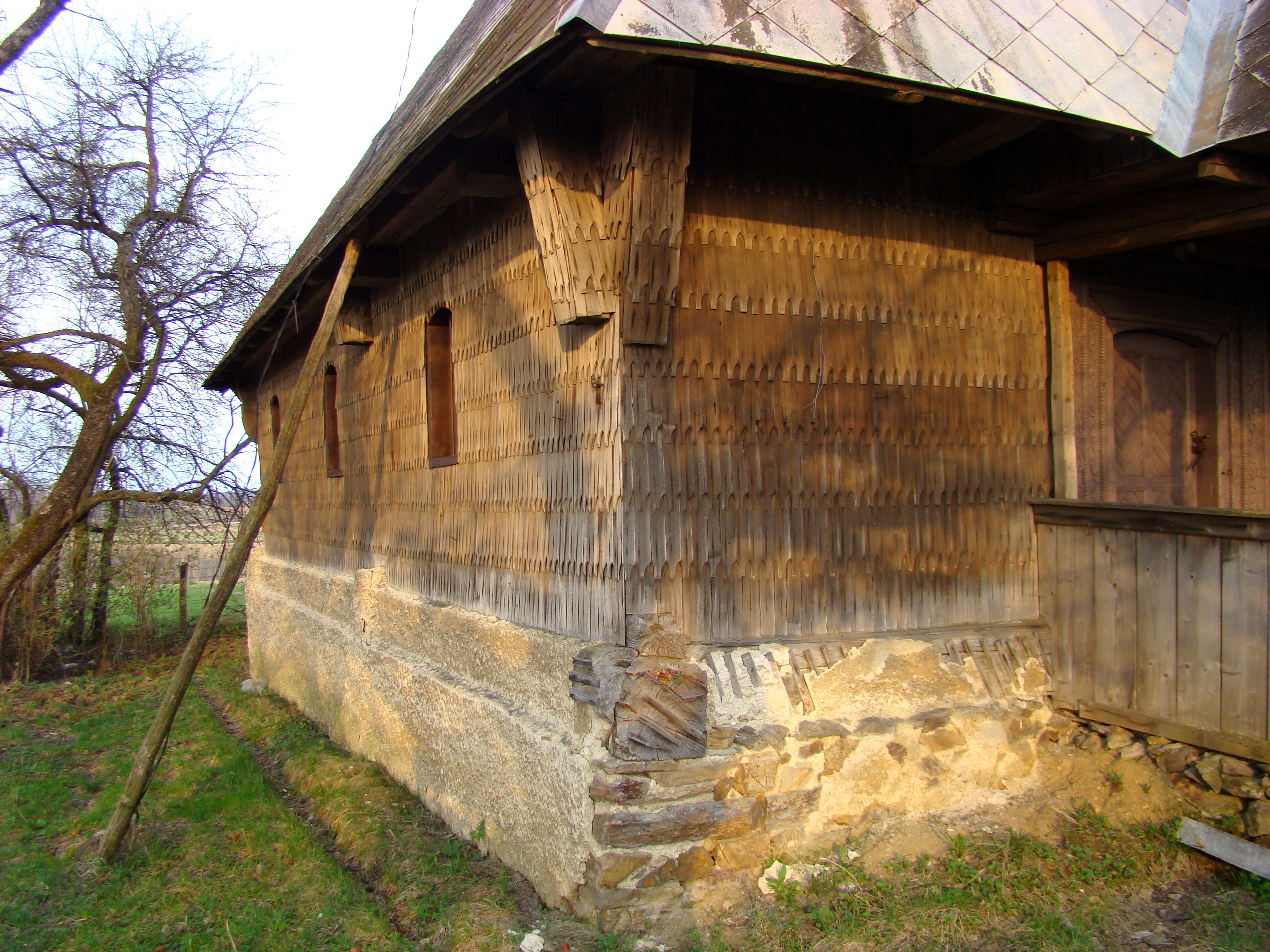
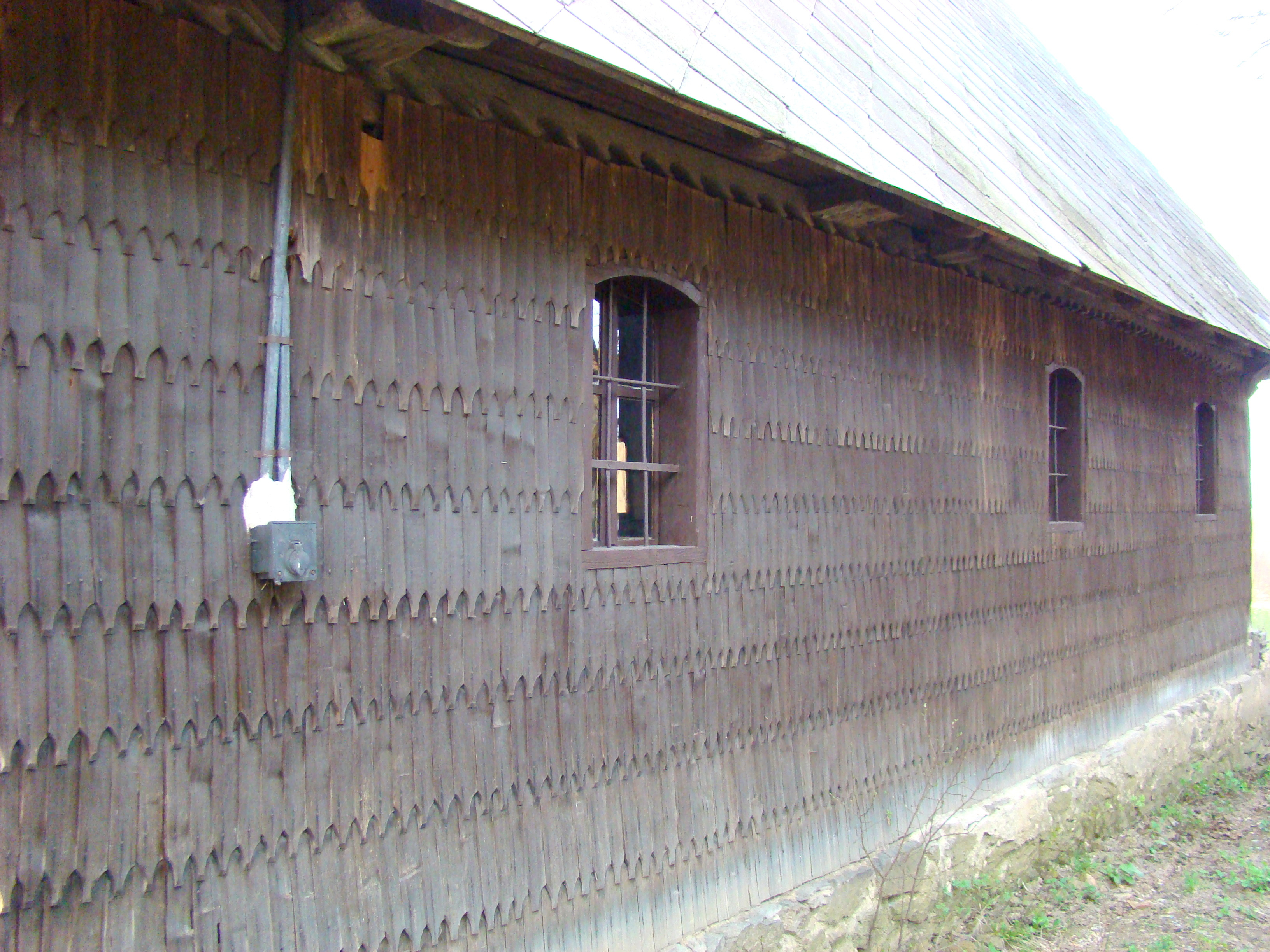
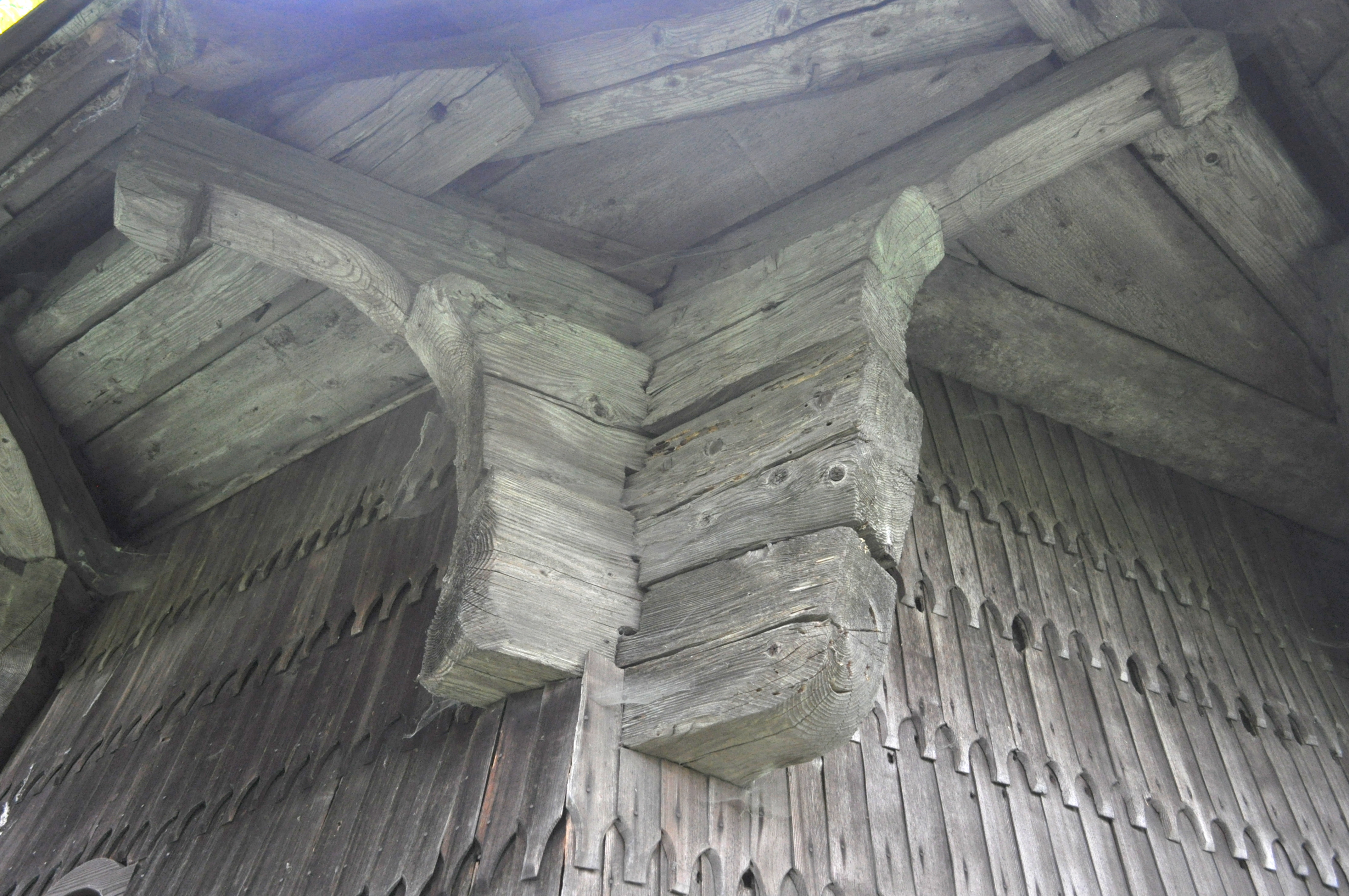
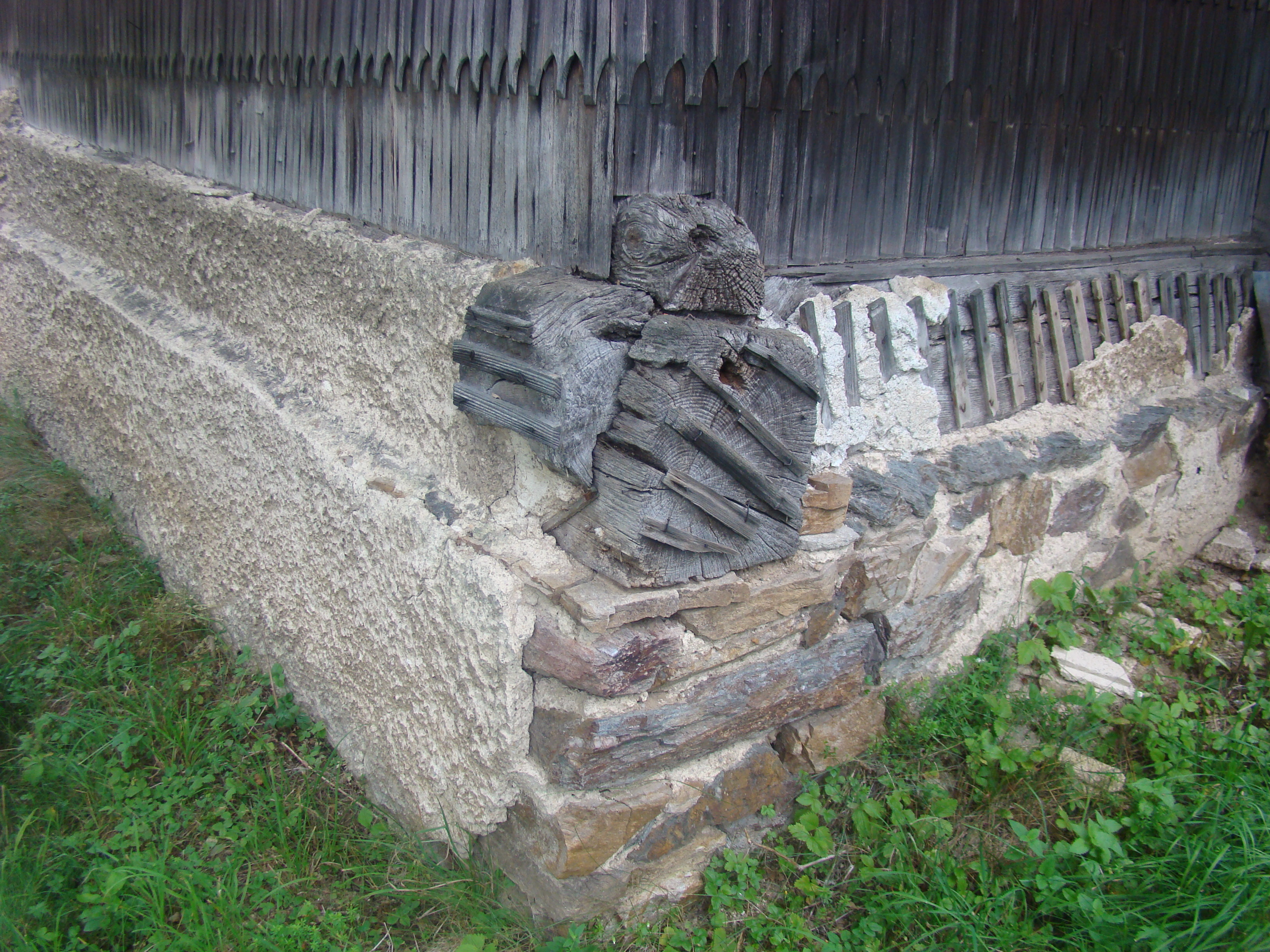
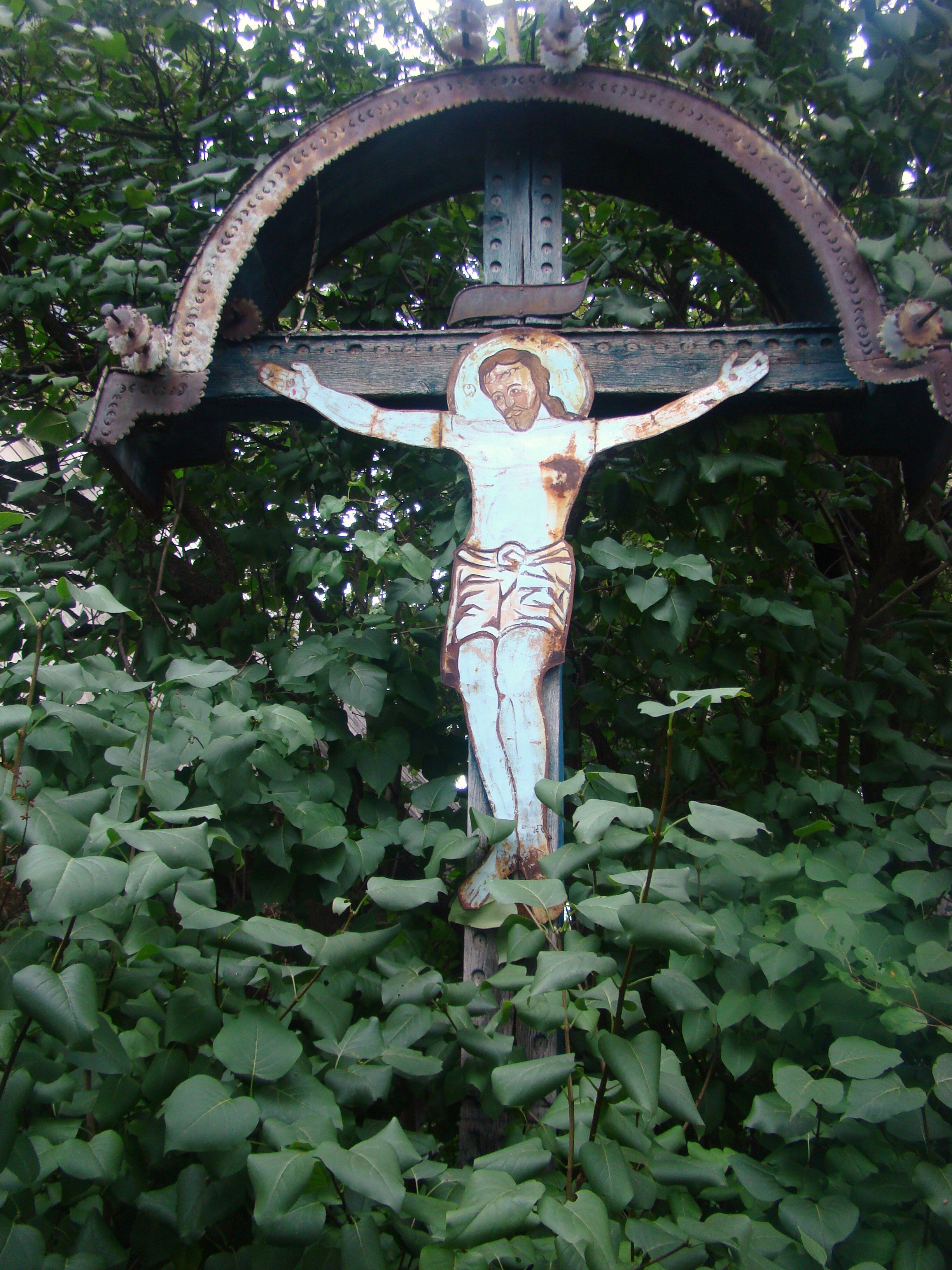
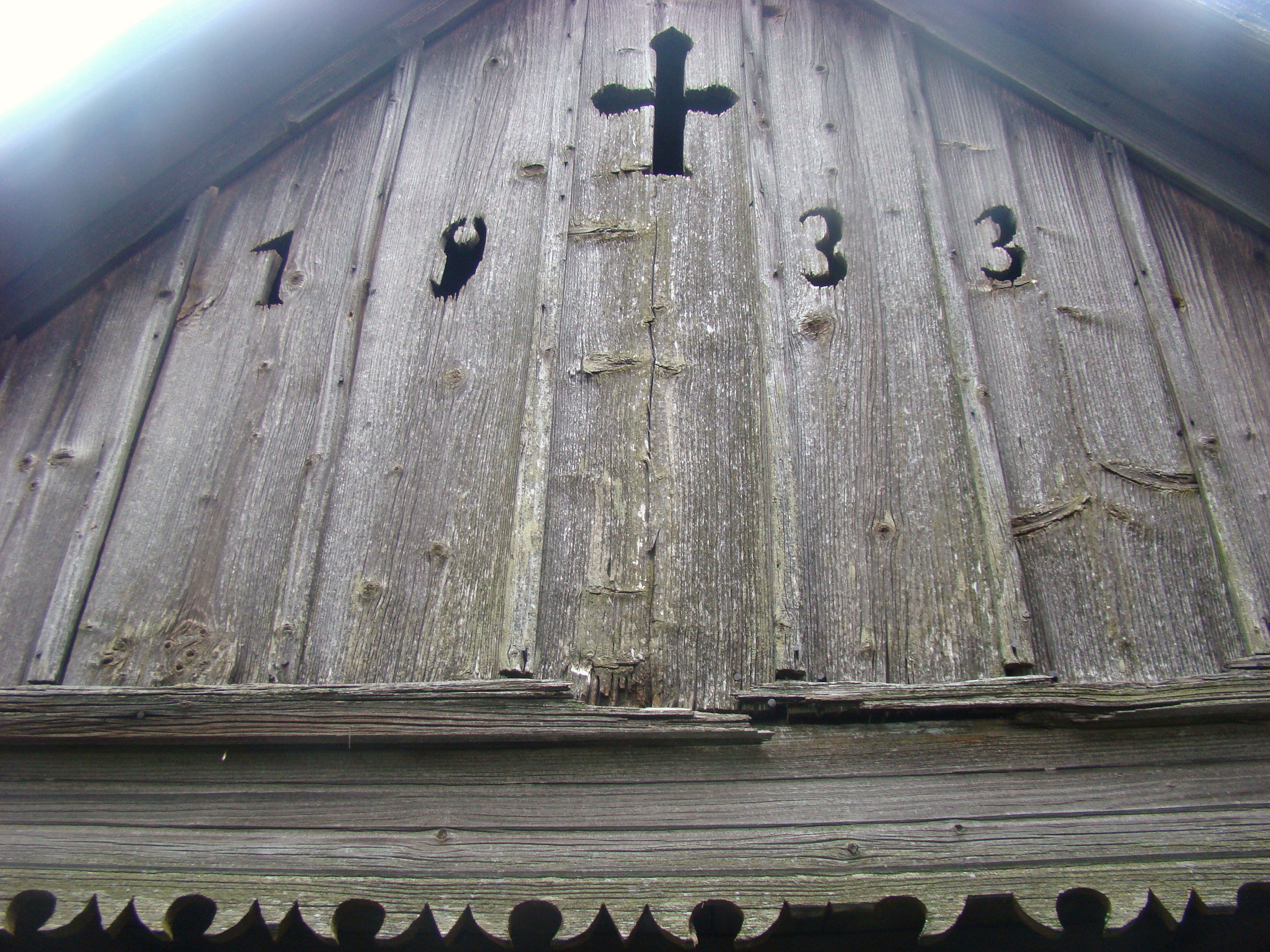
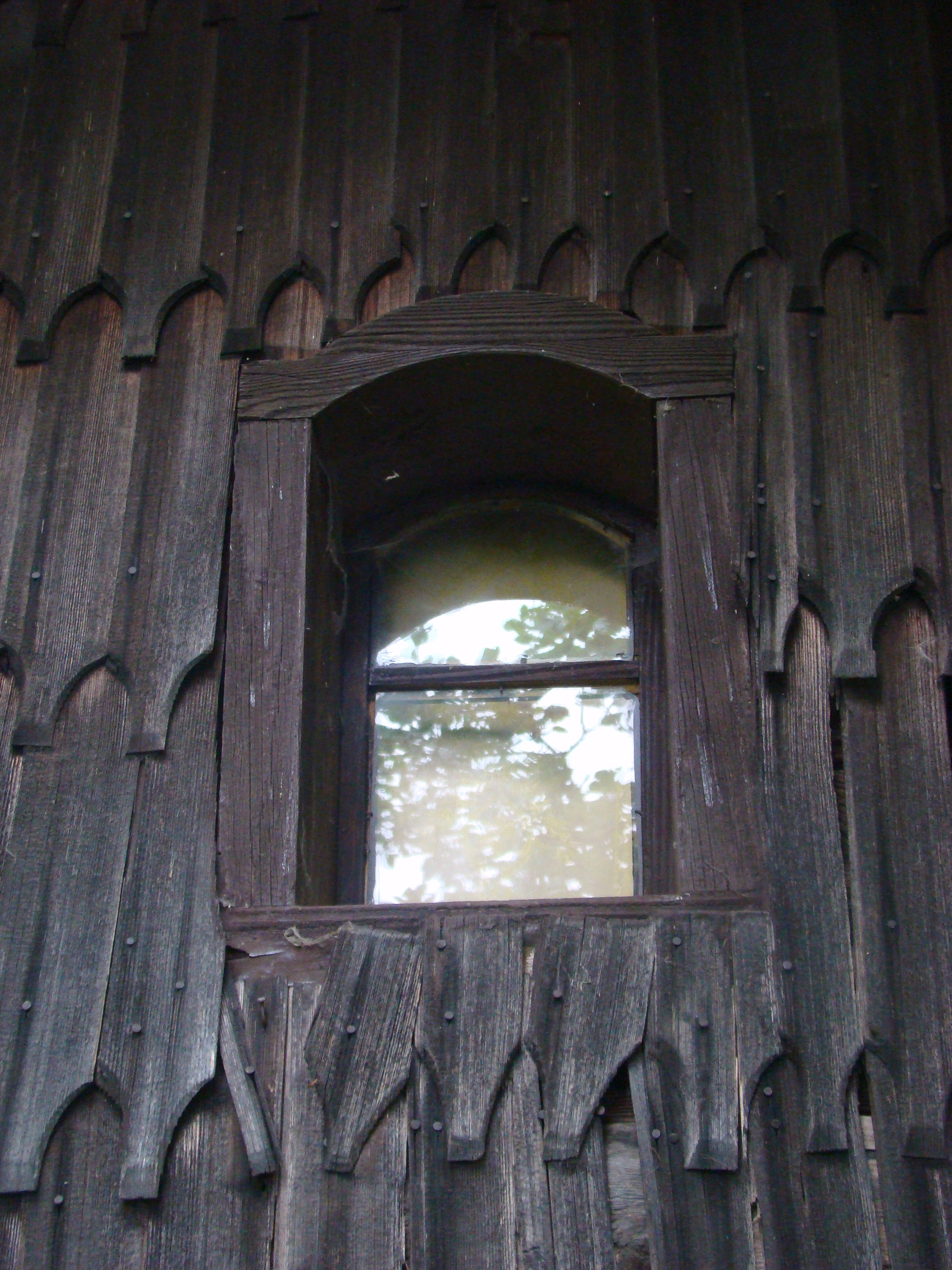
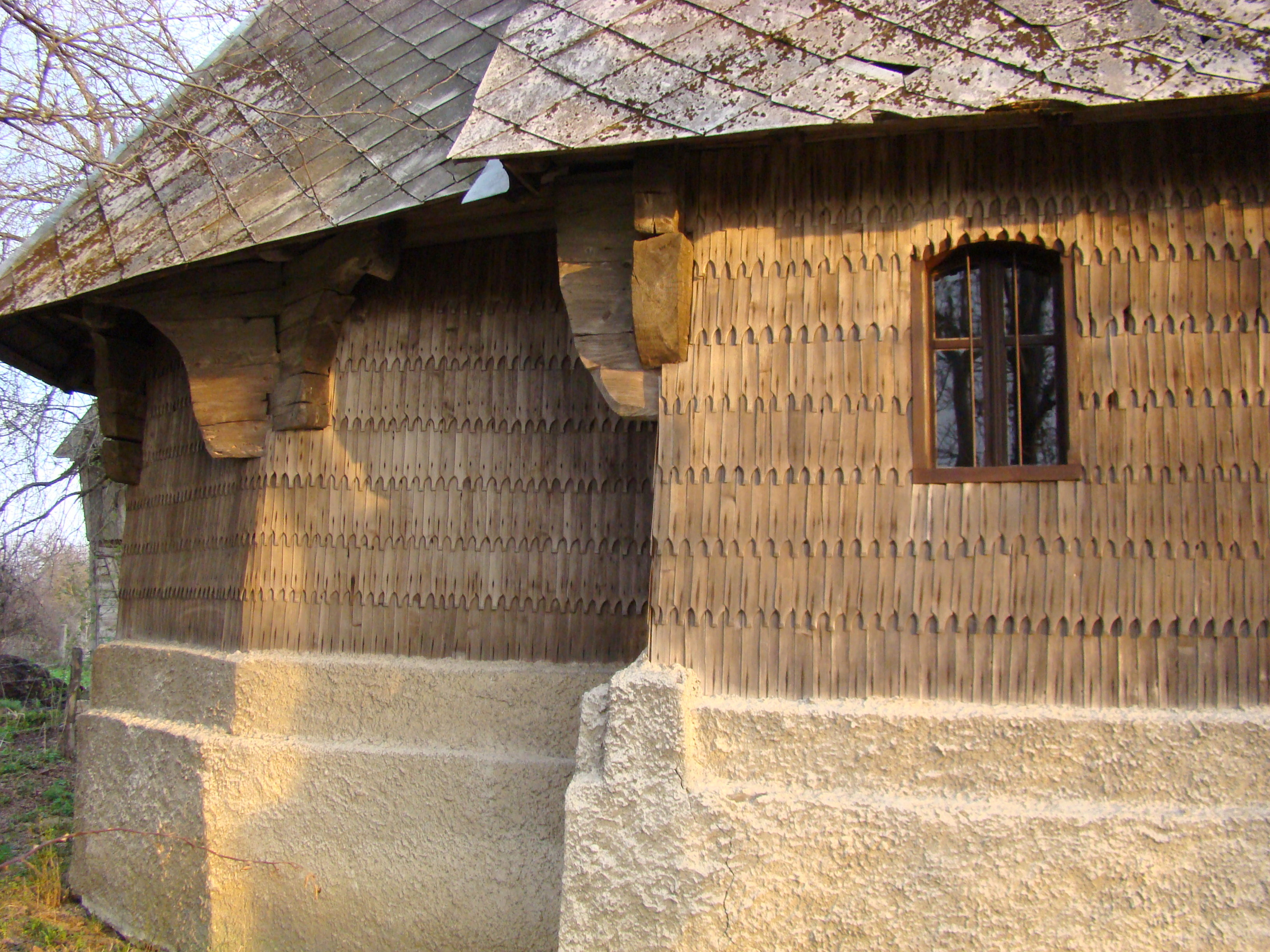
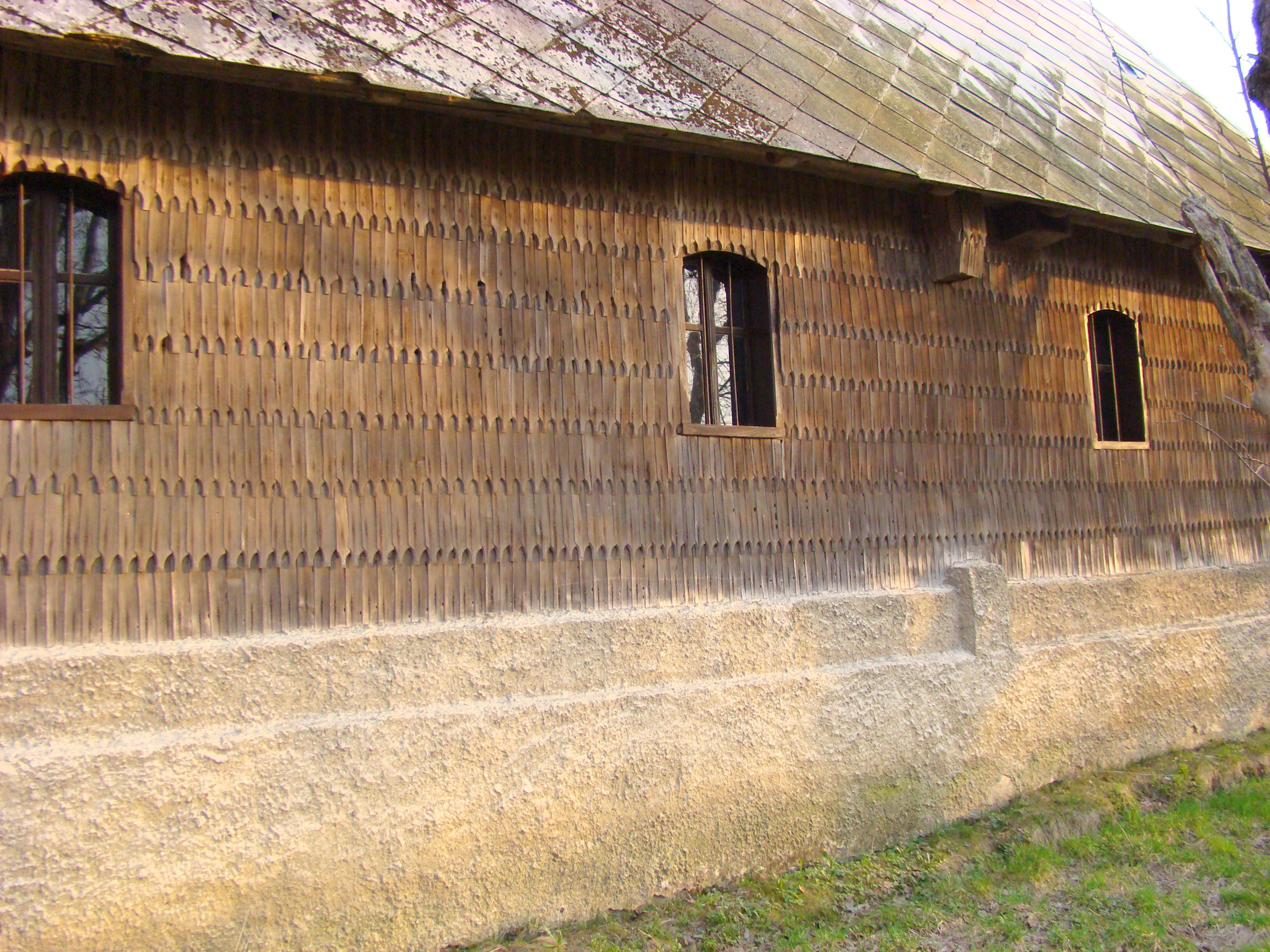
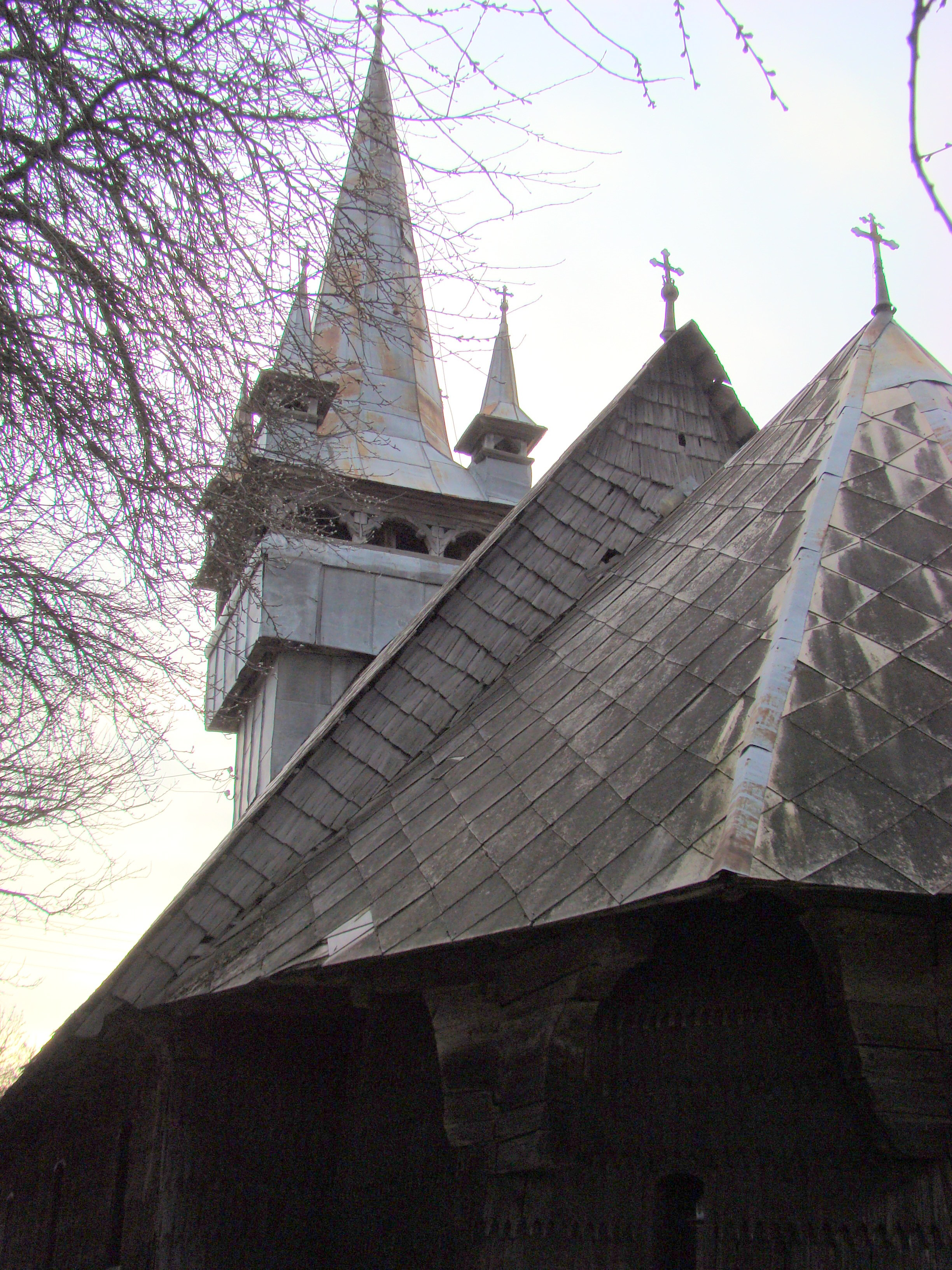

## Imagini din interior

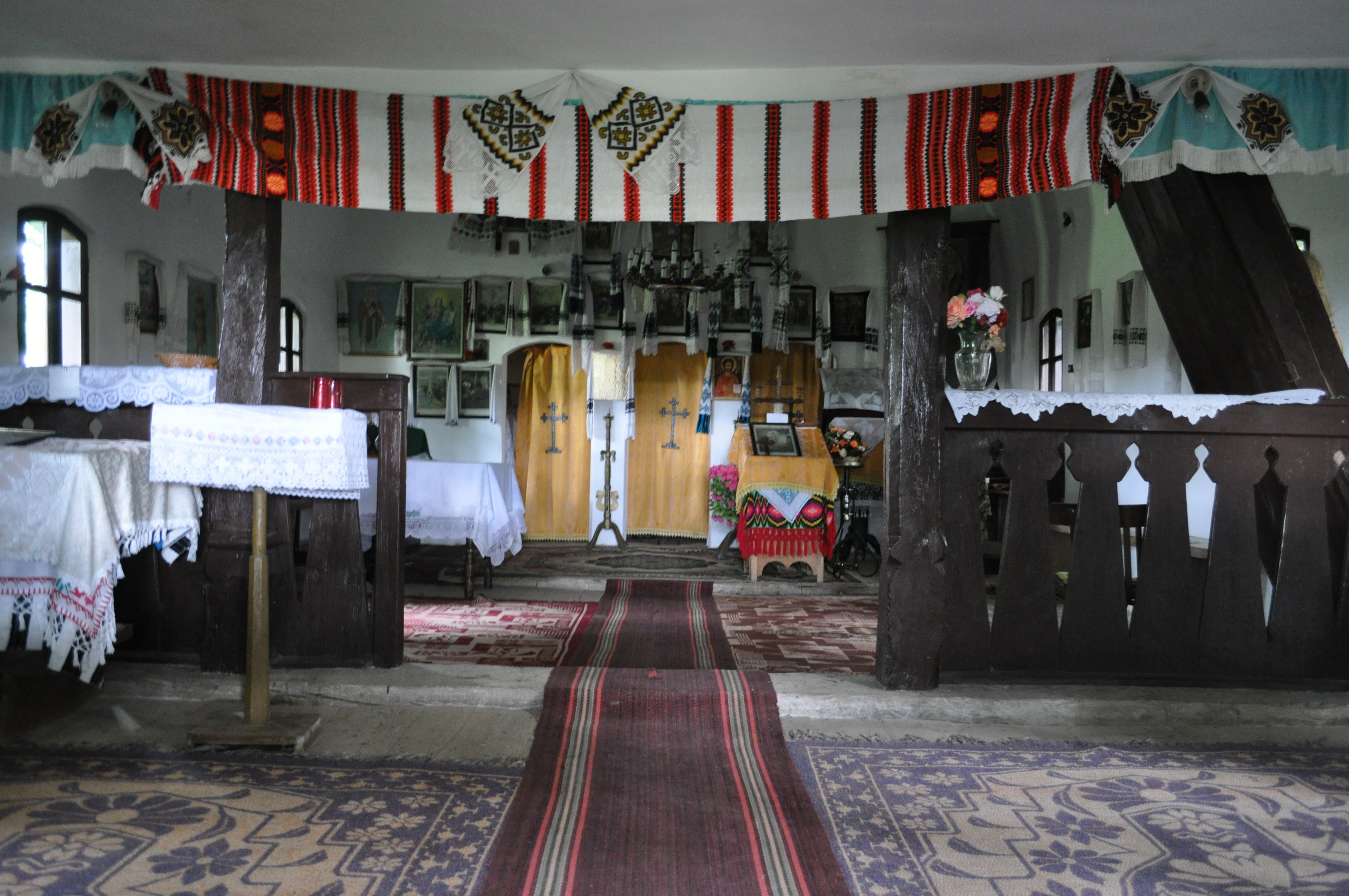
Interiorul navei
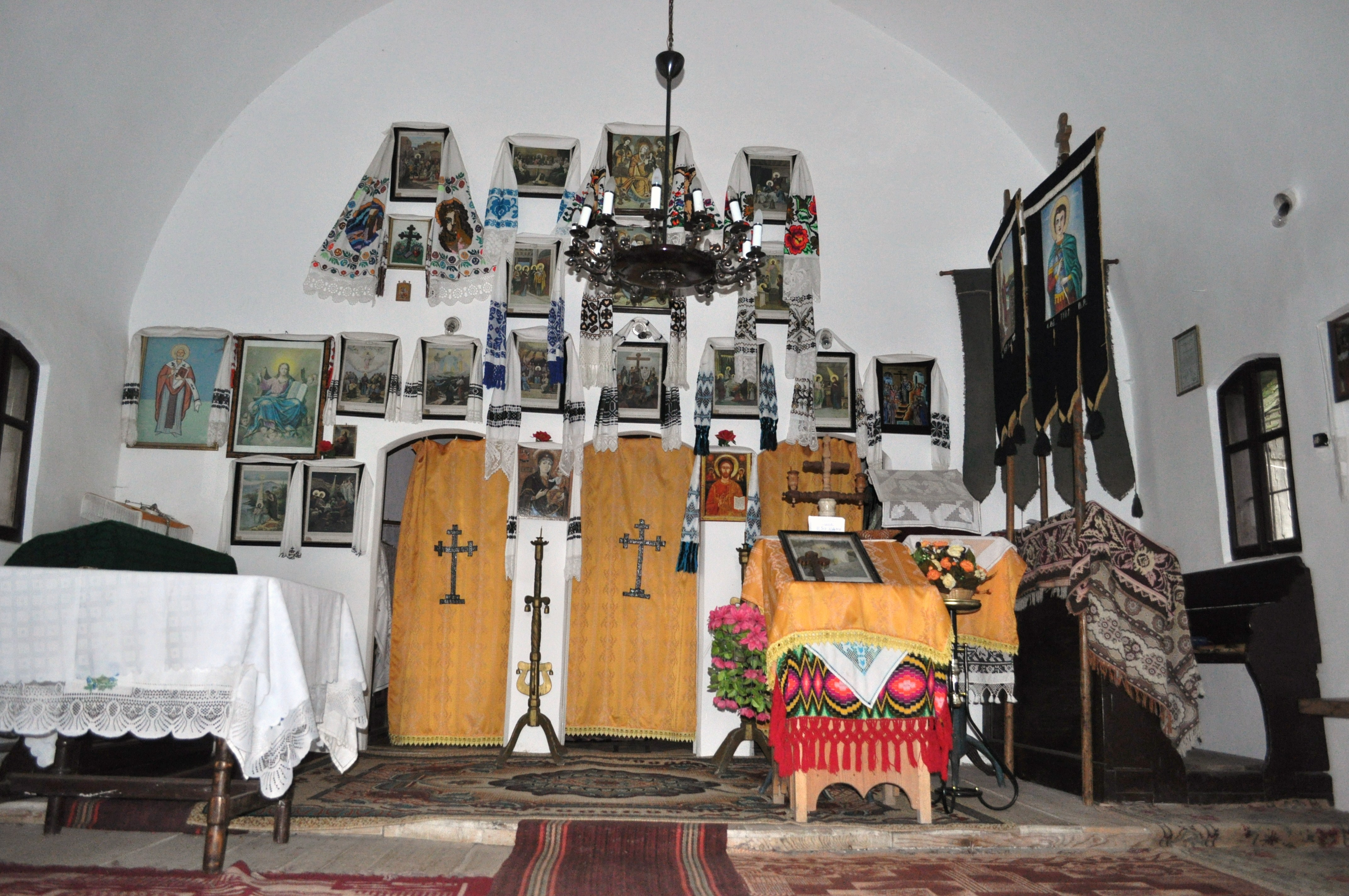
Iconostasul
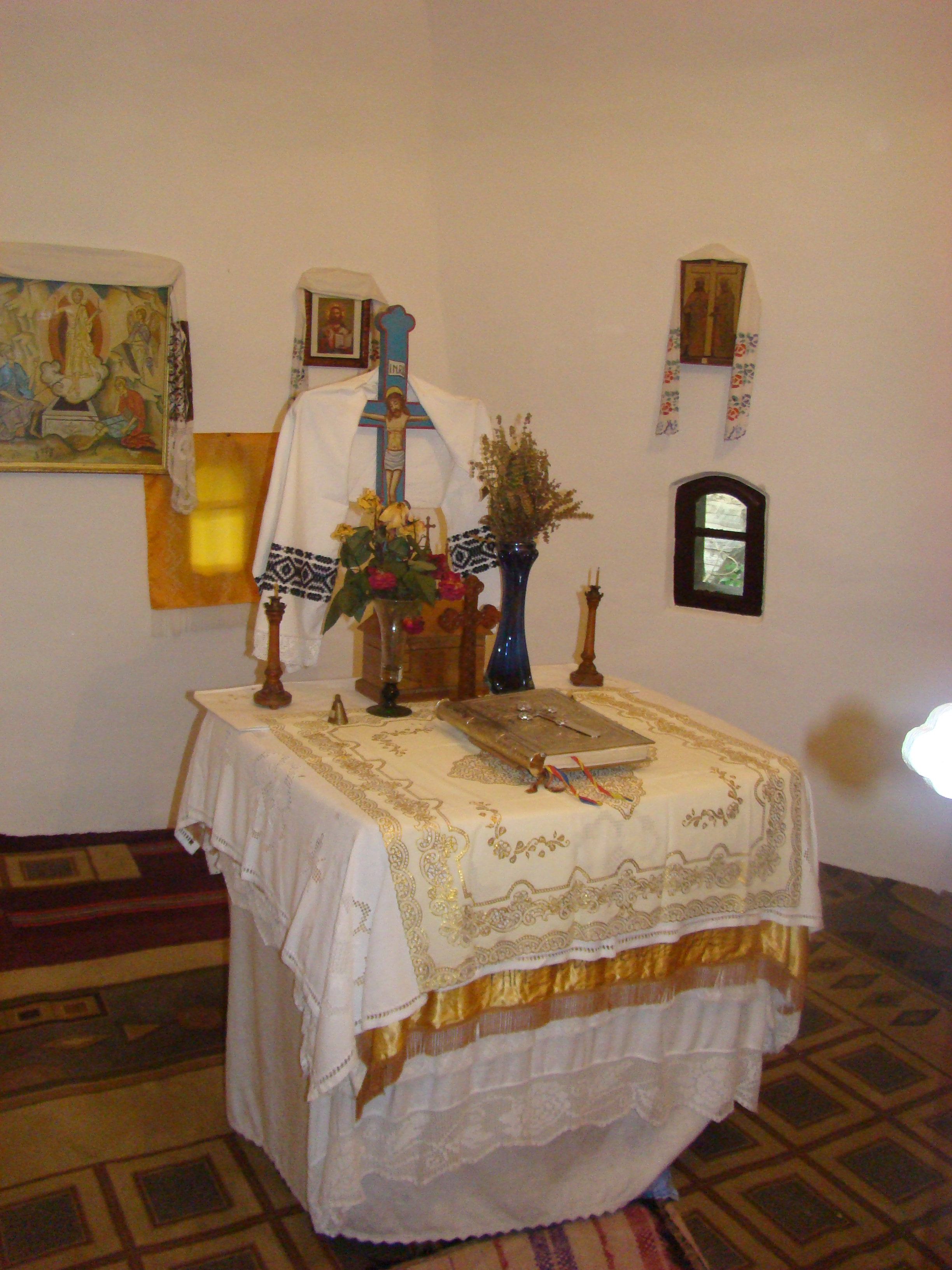
Masa altarului
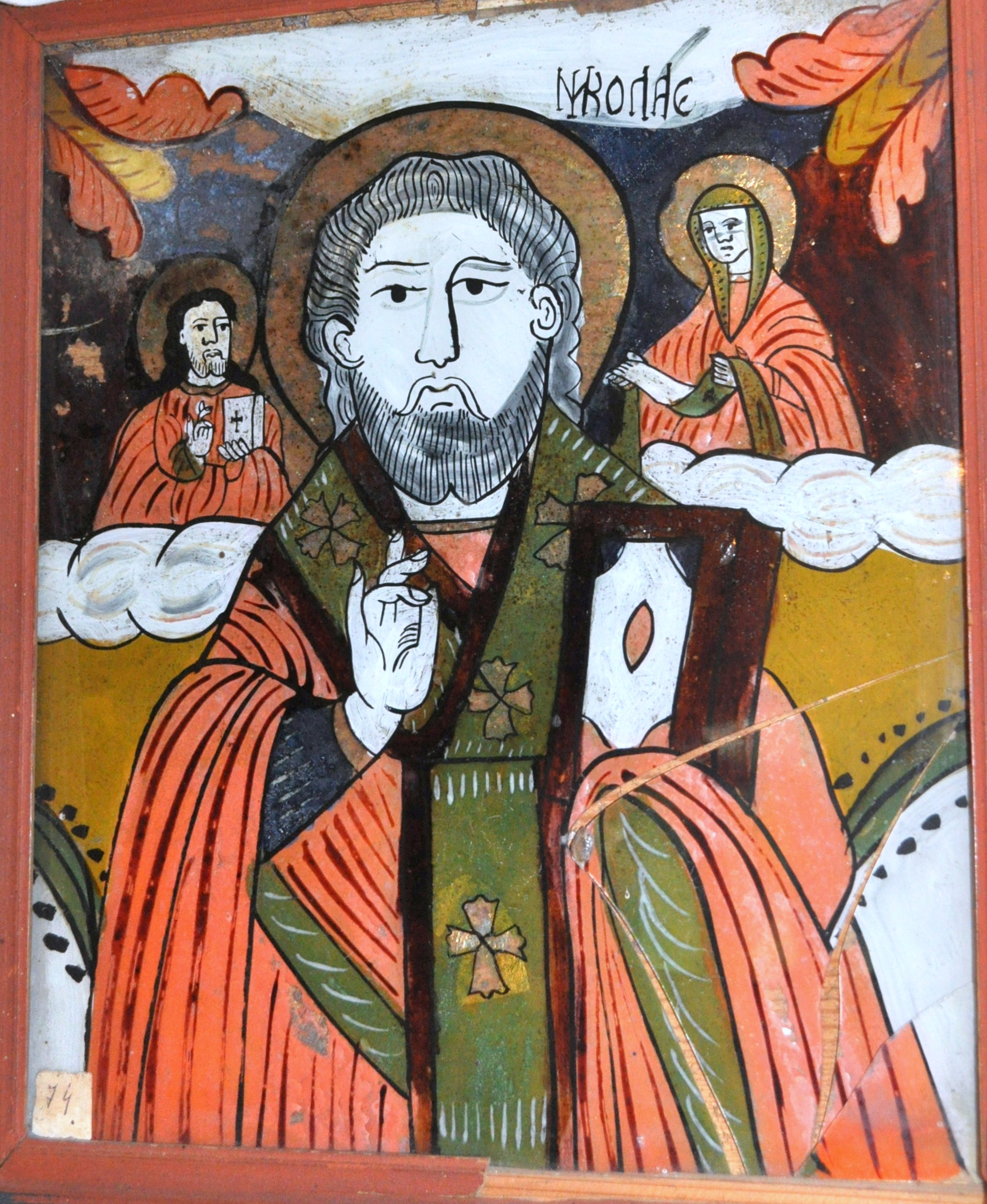
Icoană pe sticlă: Iisus binecuvântând
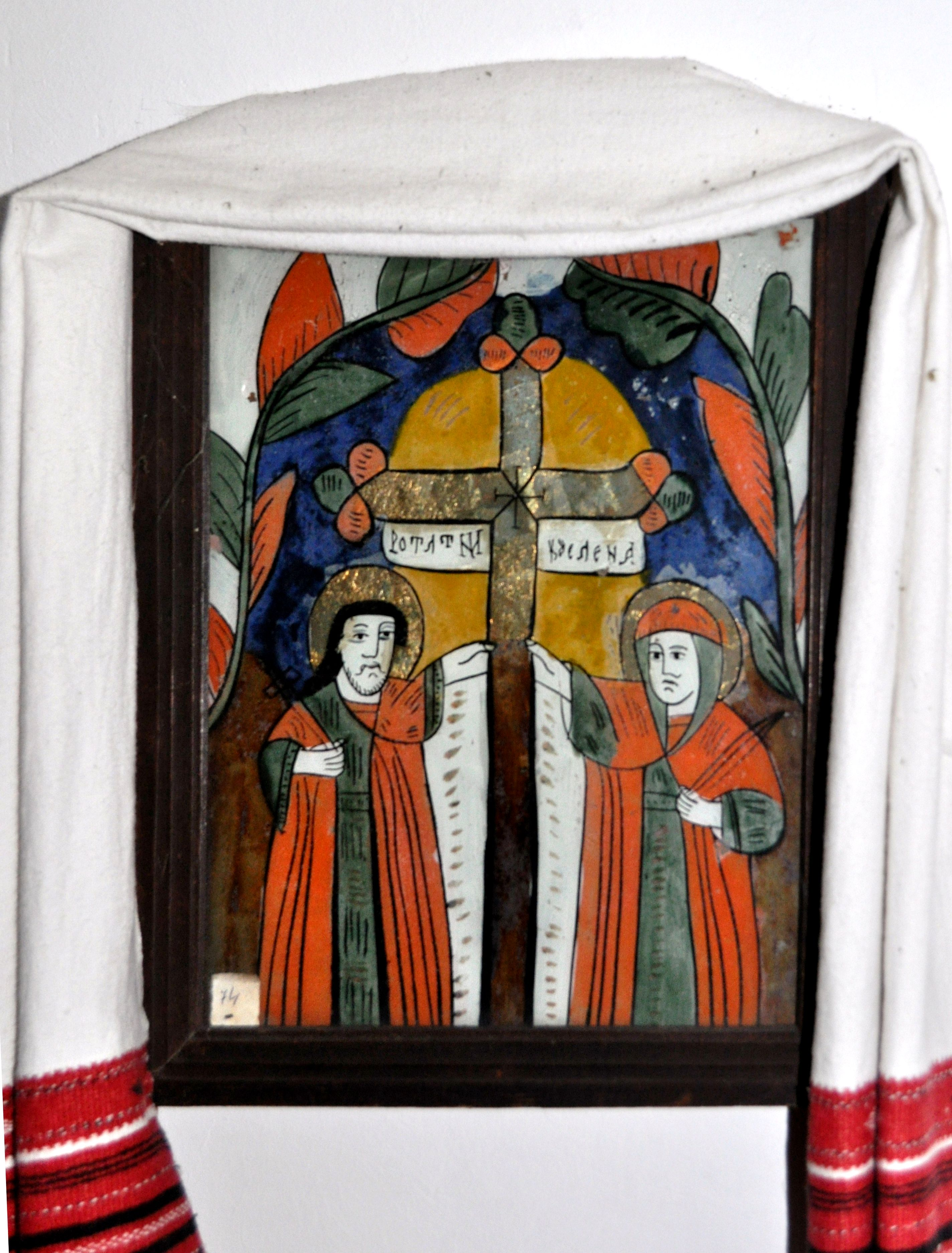
Icoană pe sticlă: Sfinții Împărați Constantin și Elena
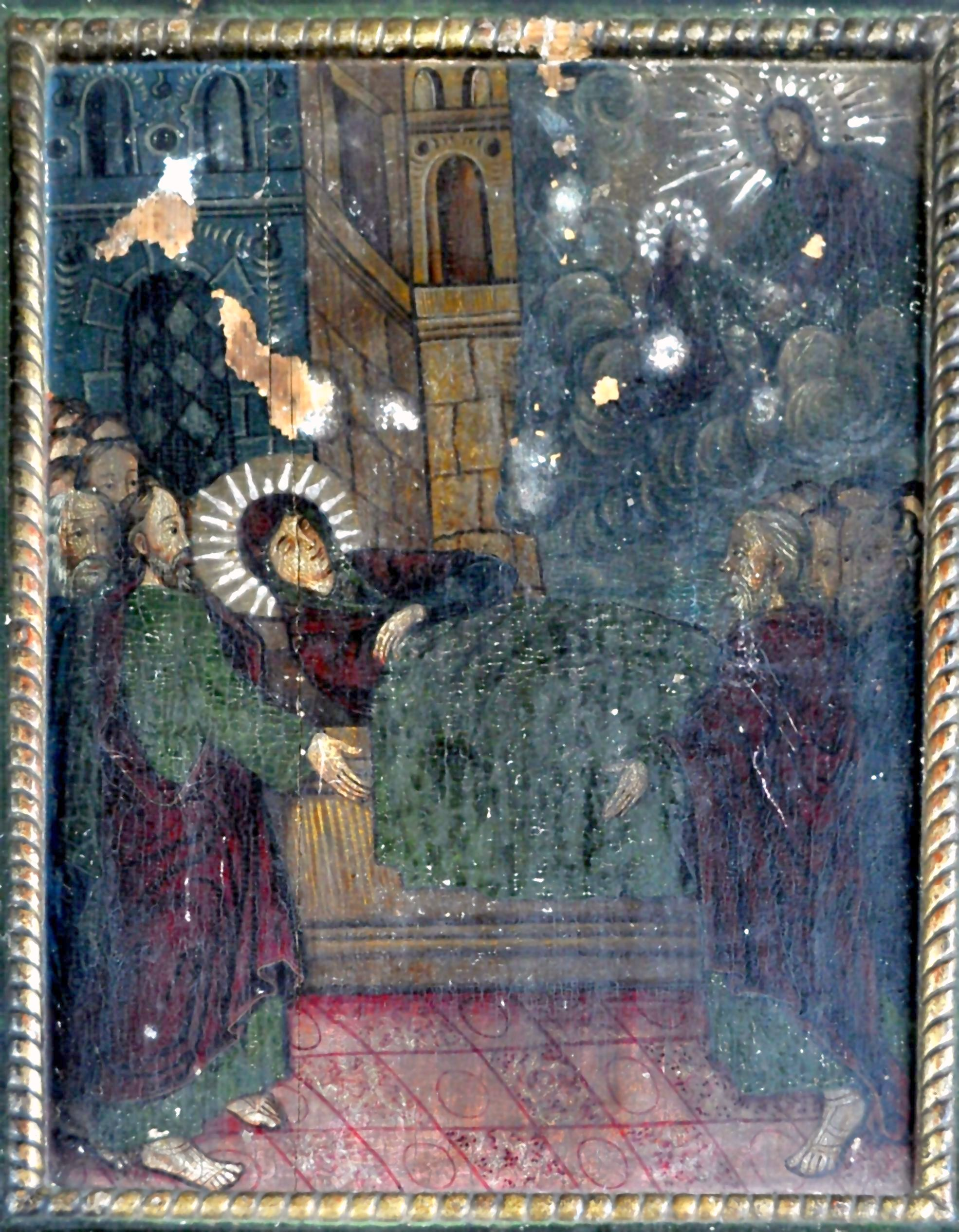
Icoană pe lemn: Adormirea Maicii Domnului
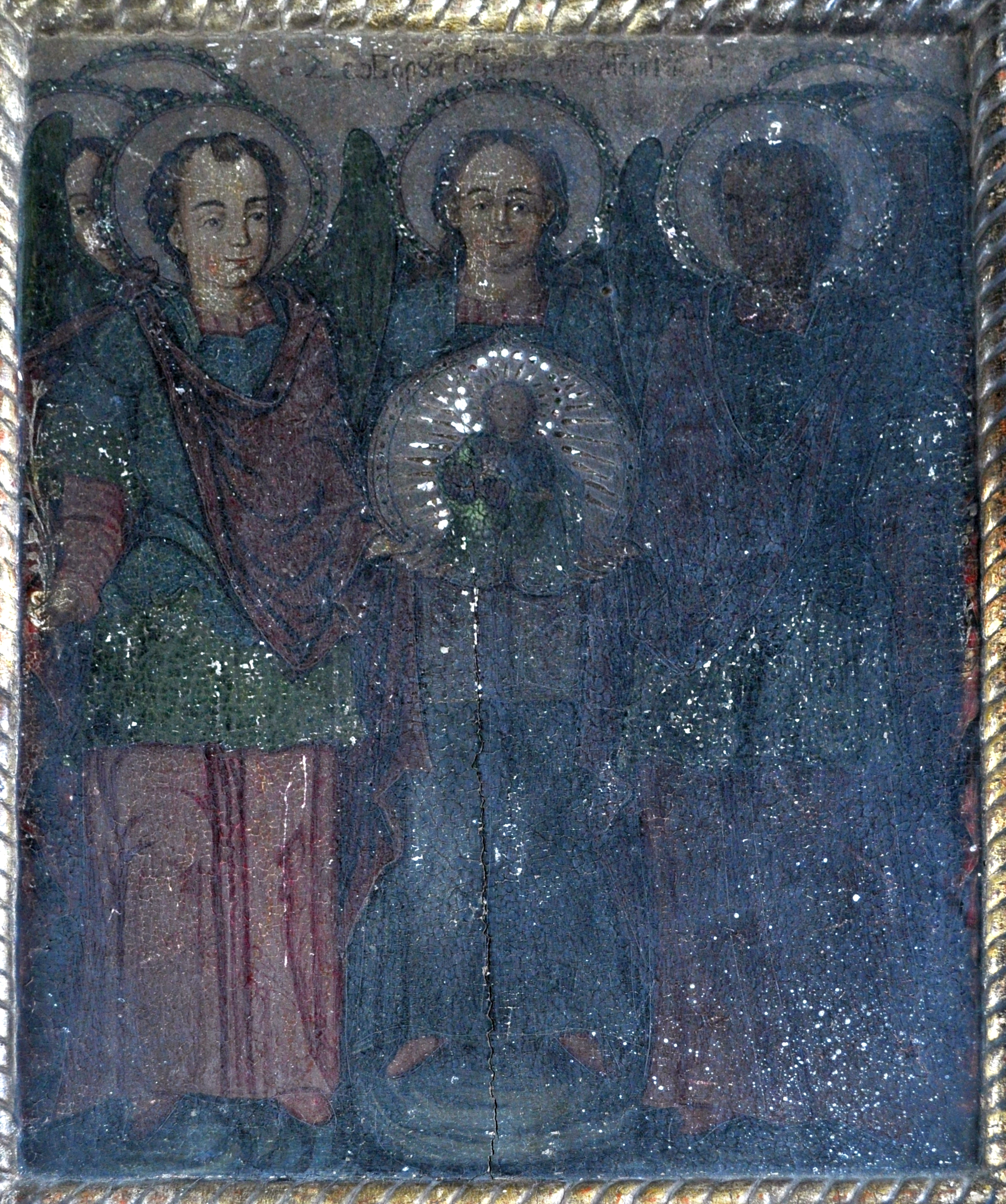
Icoană pe lemn: Soborul Sfinților Arhangheli
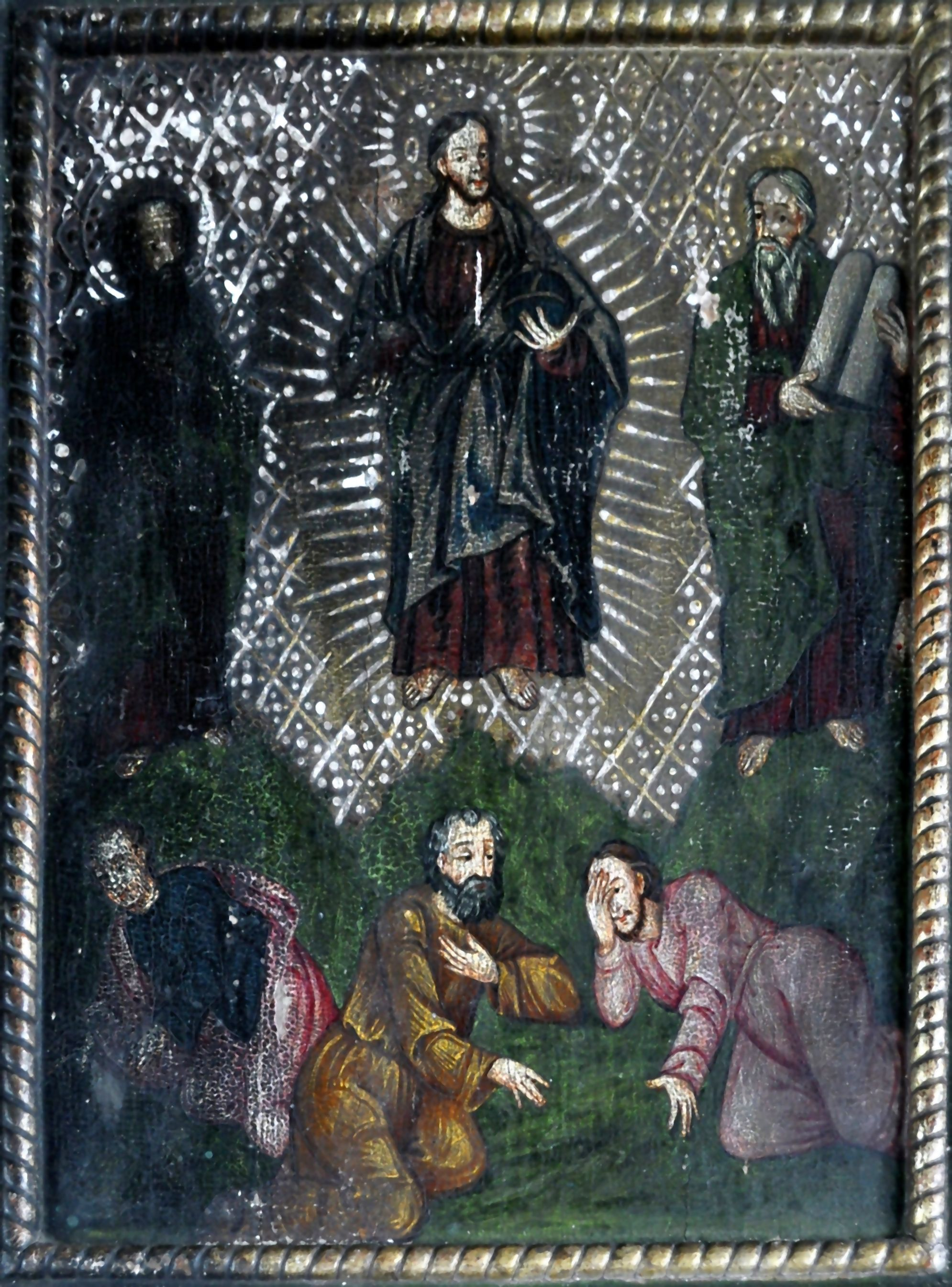
Icoană pe lemn: Schimbarea la Față
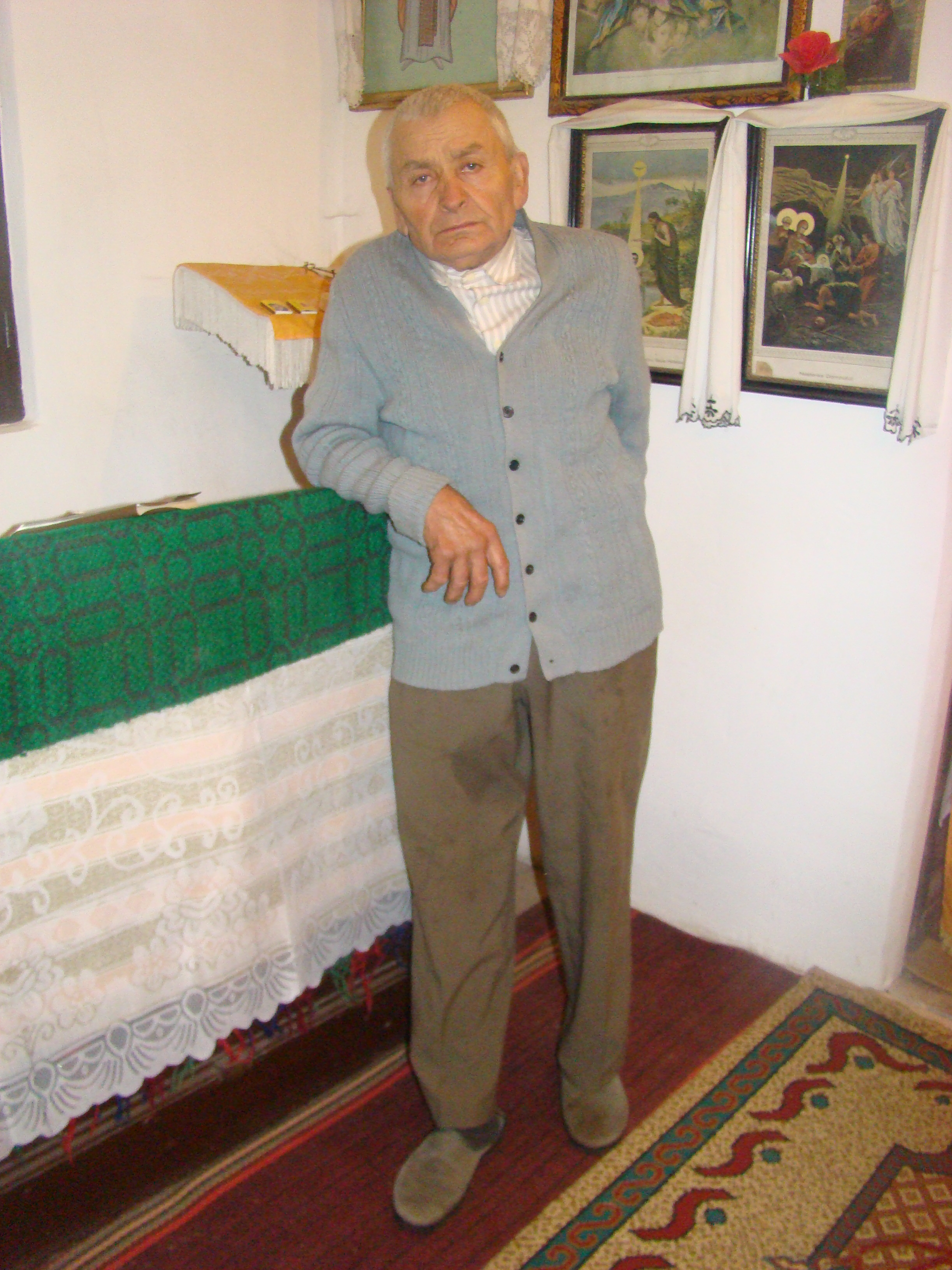
Sfătul din Bălceștii Dângăului: Bâlc Vasile
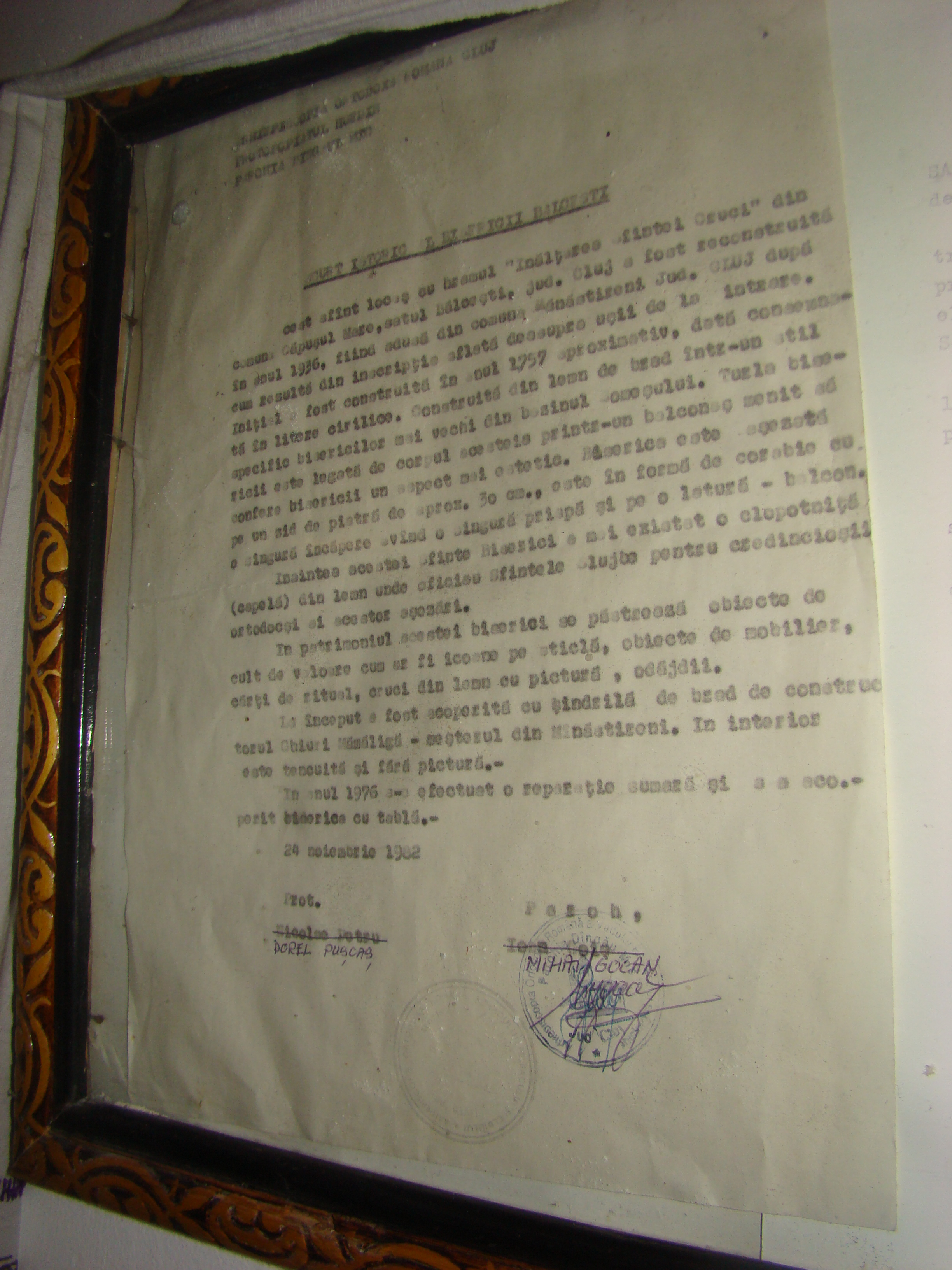
Scurt istoric

## Icoanele de patrimoniu care au rămas în Mănăstireni la mutarea bisericii

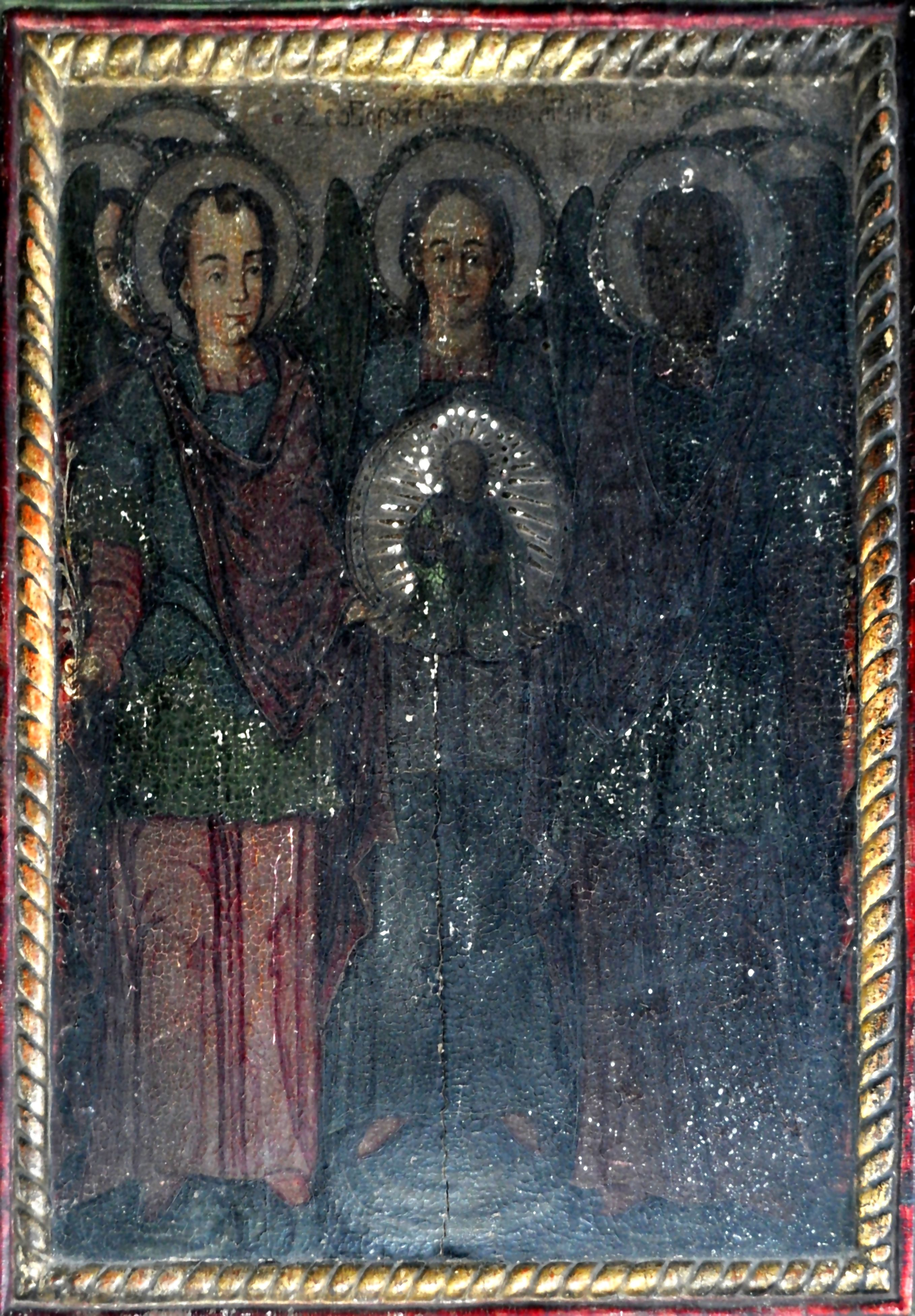
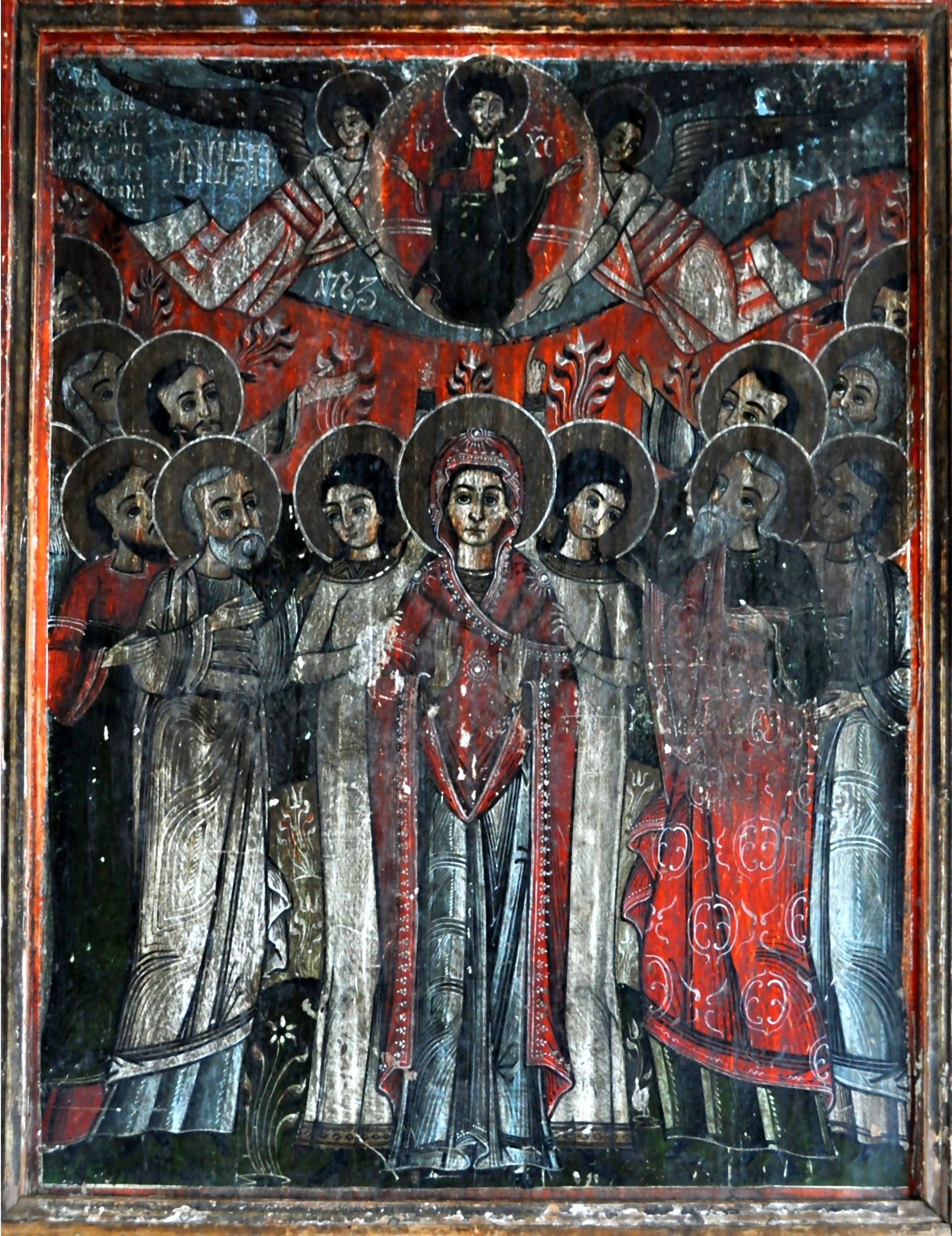
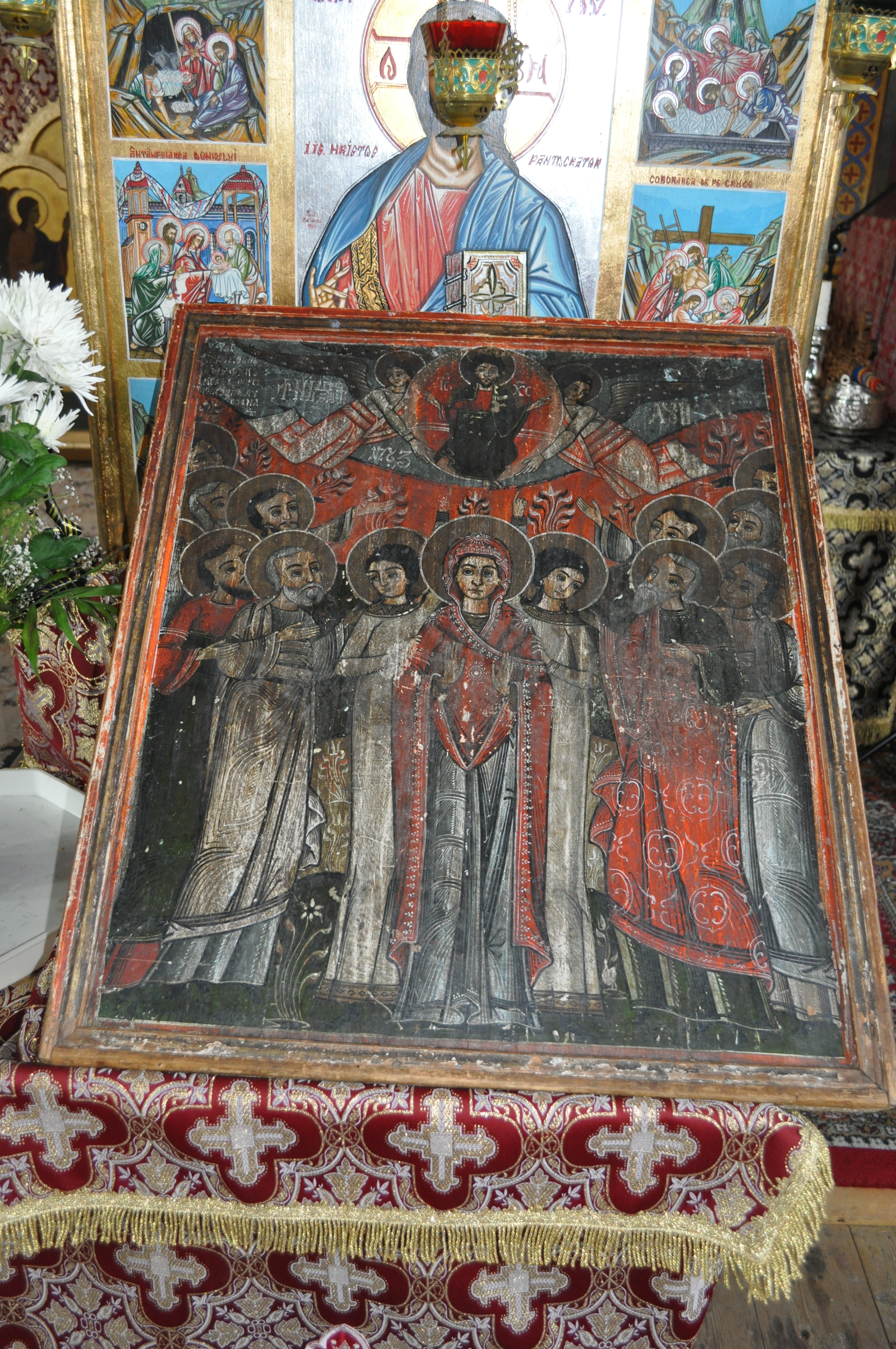
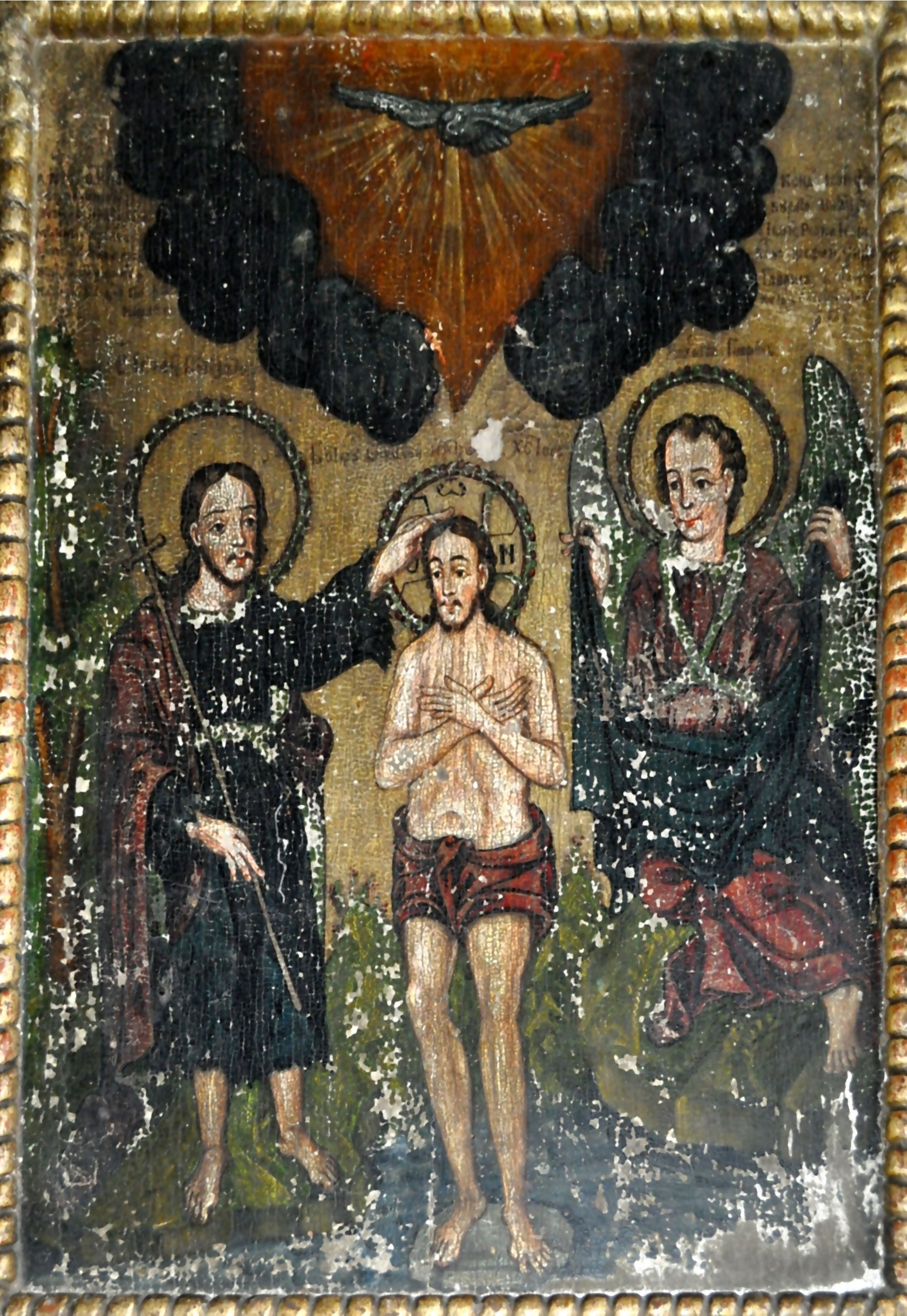
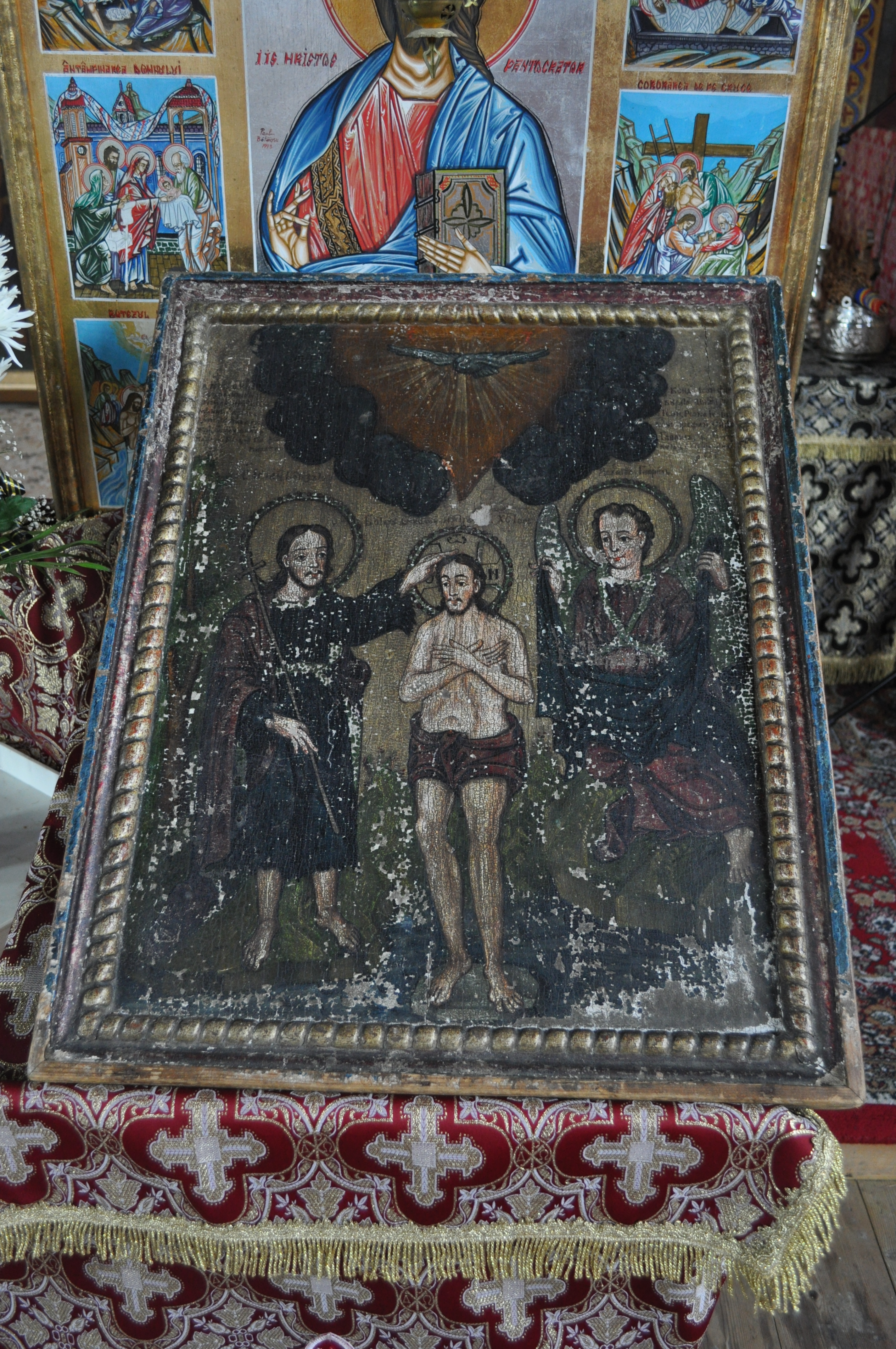
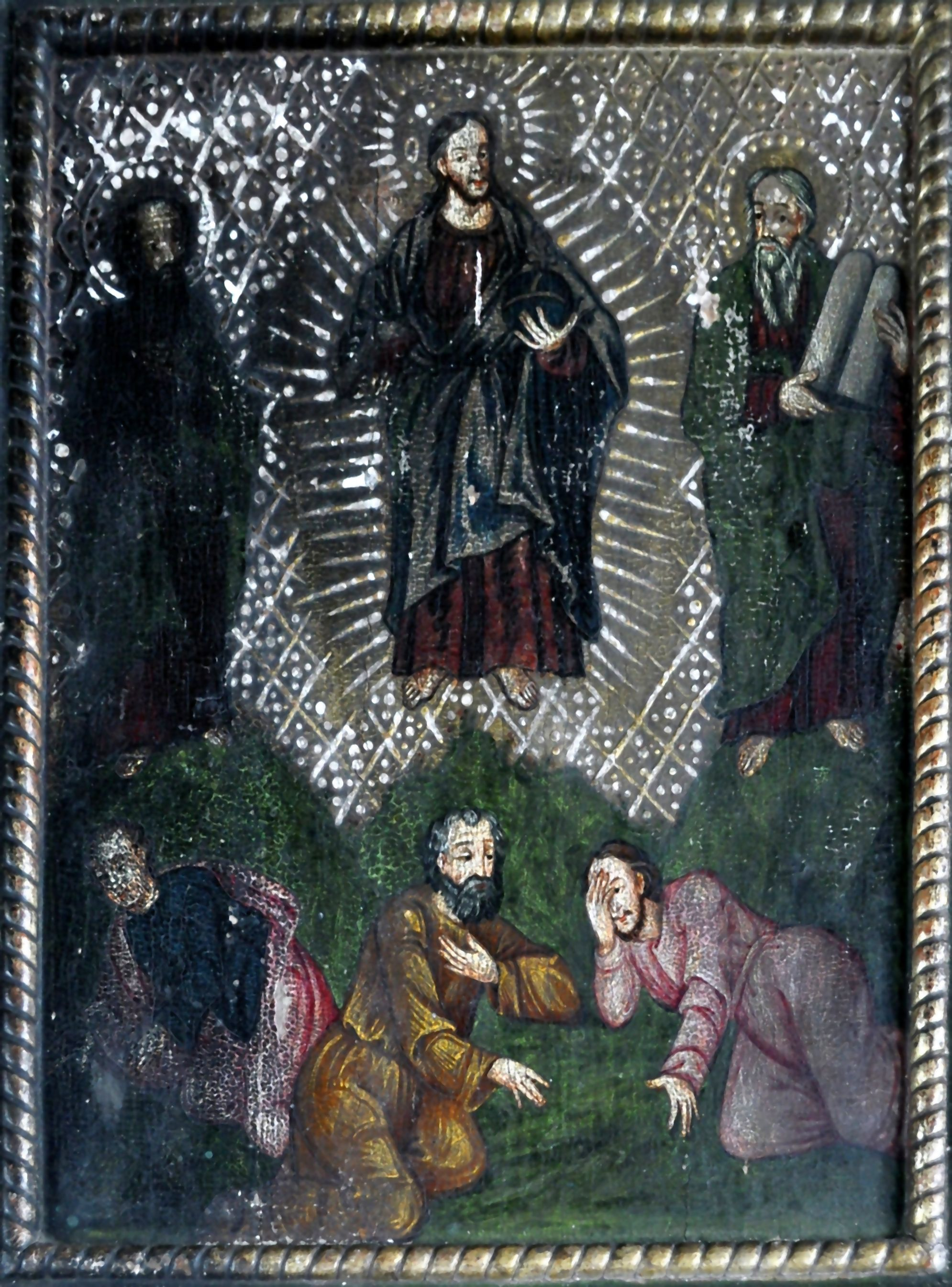
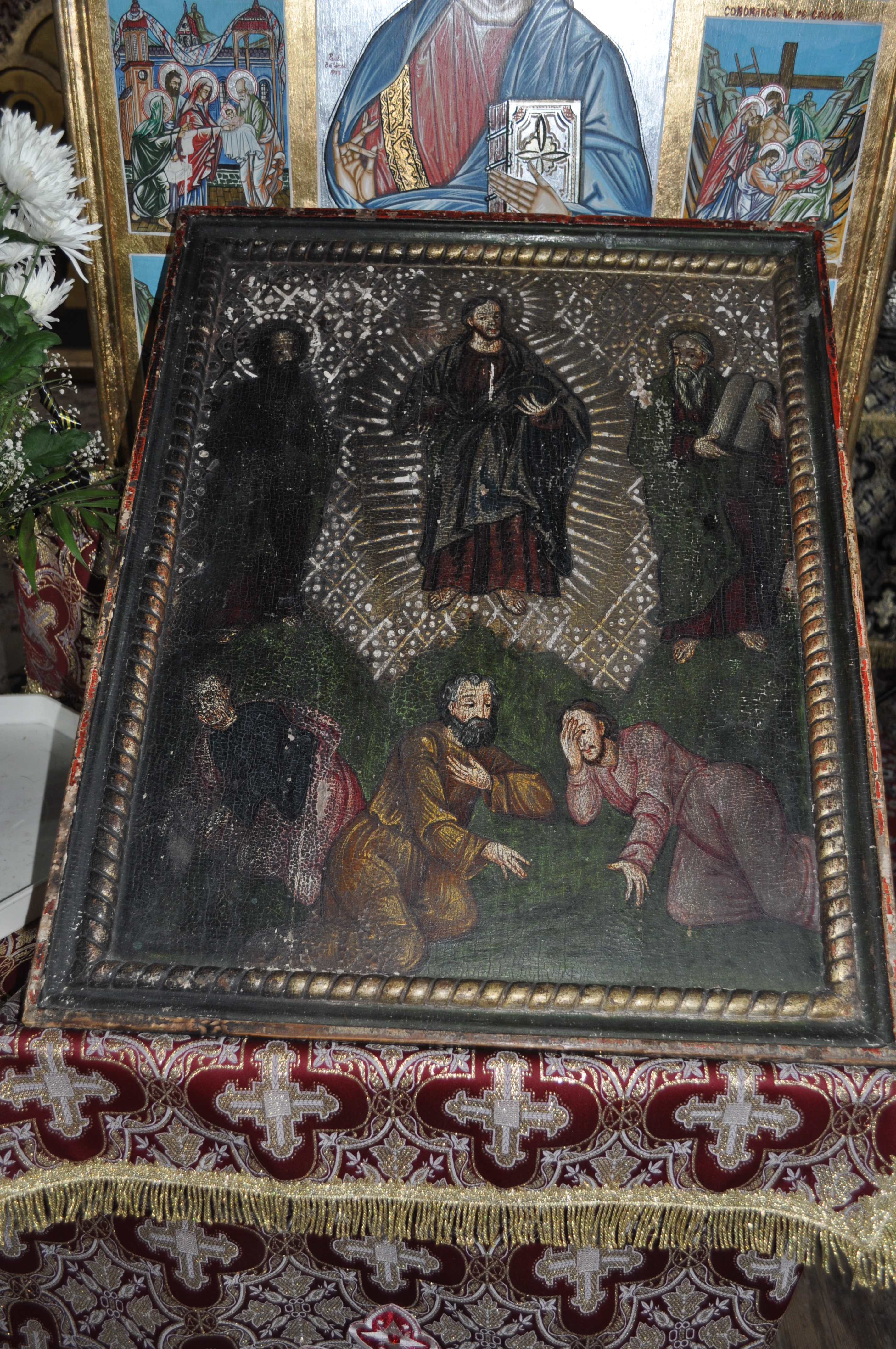
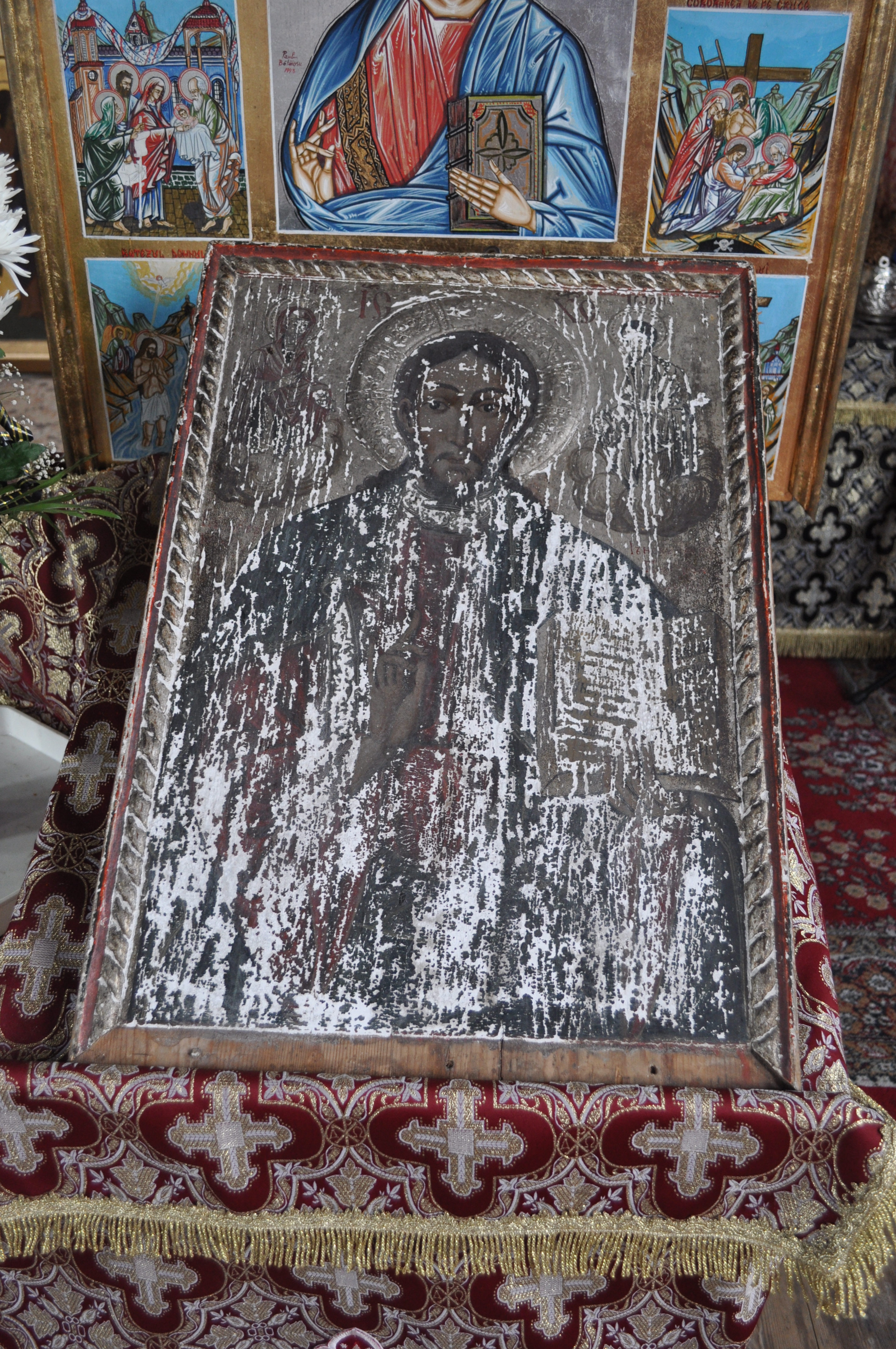
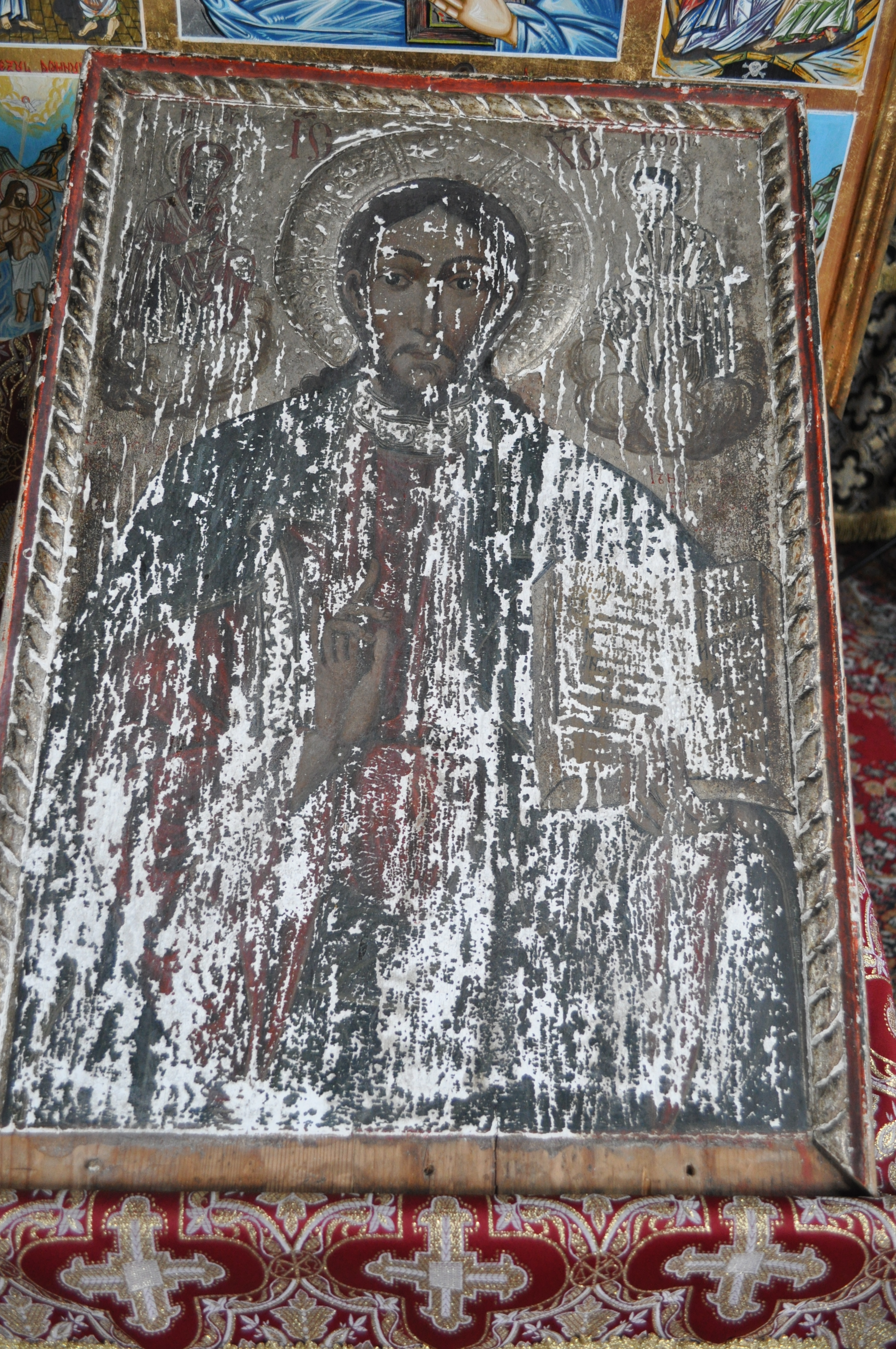
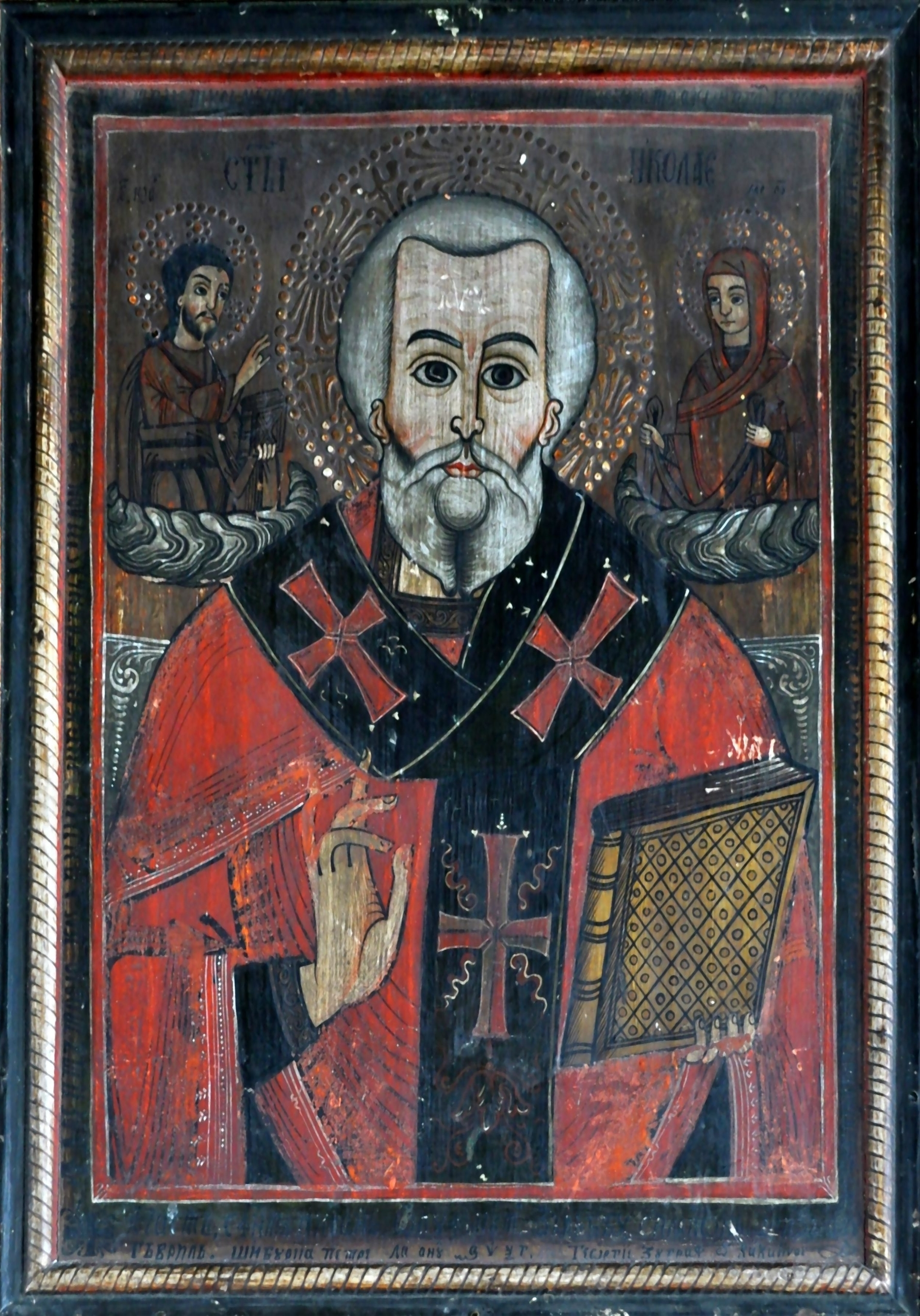
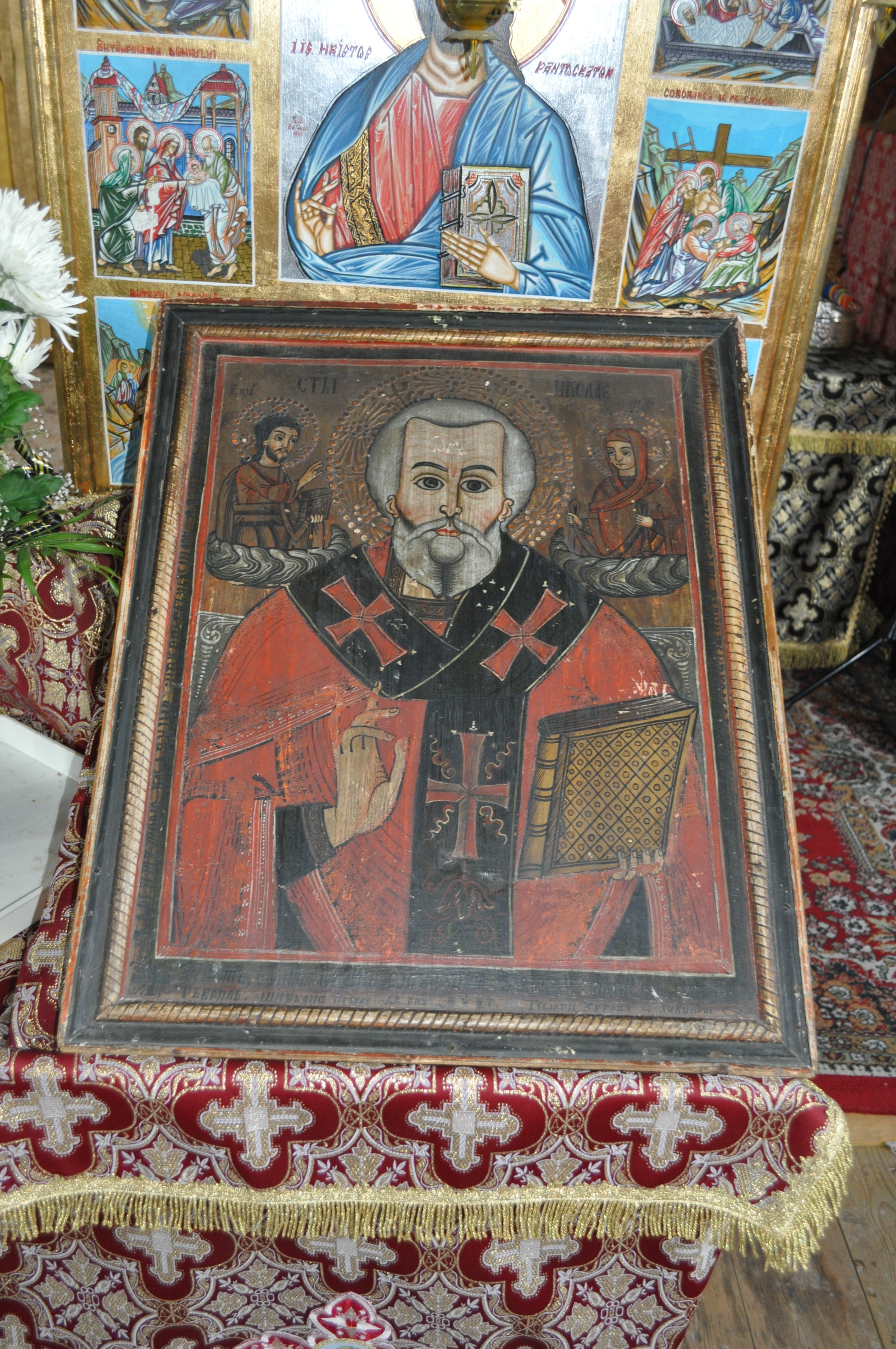
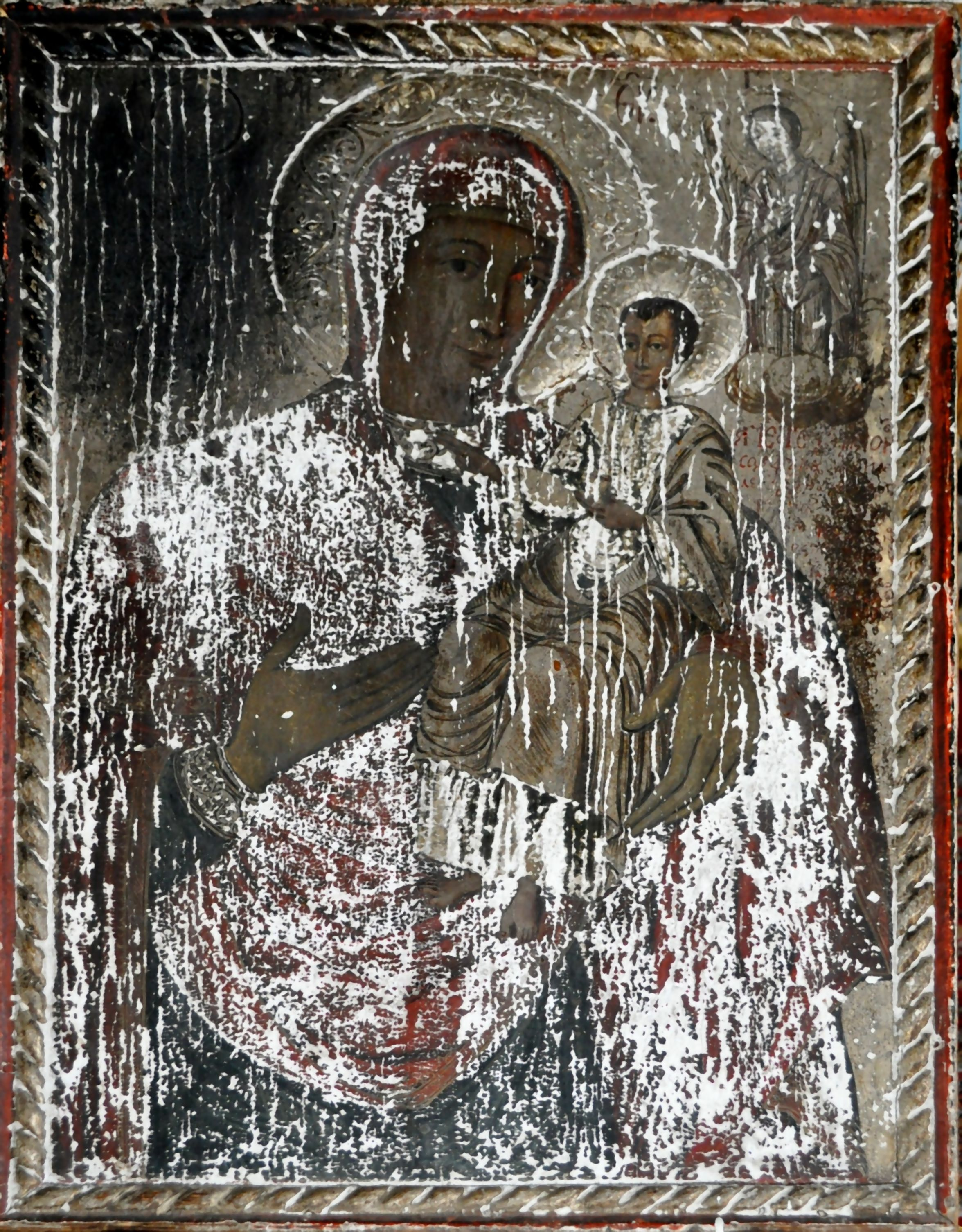
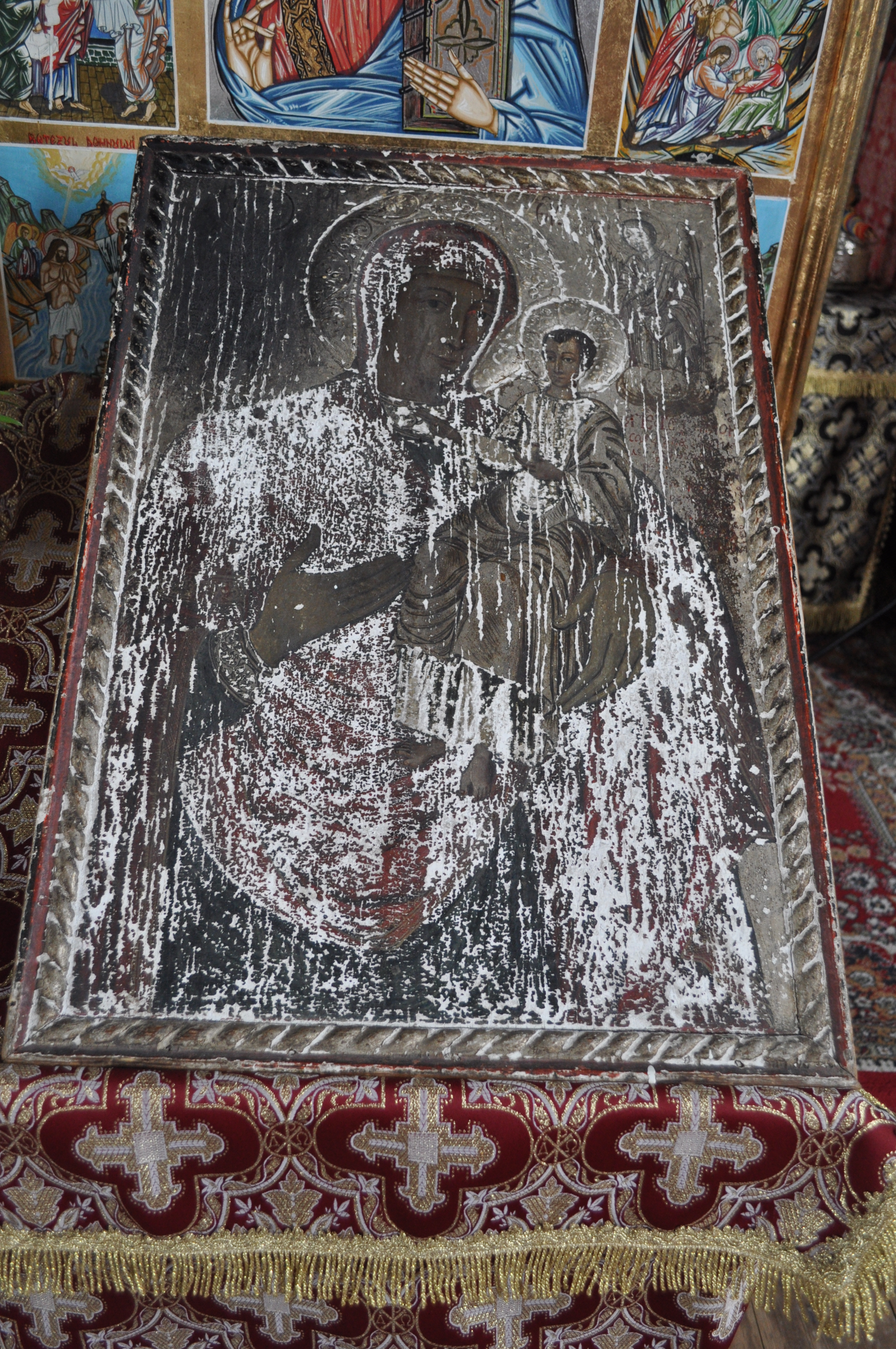
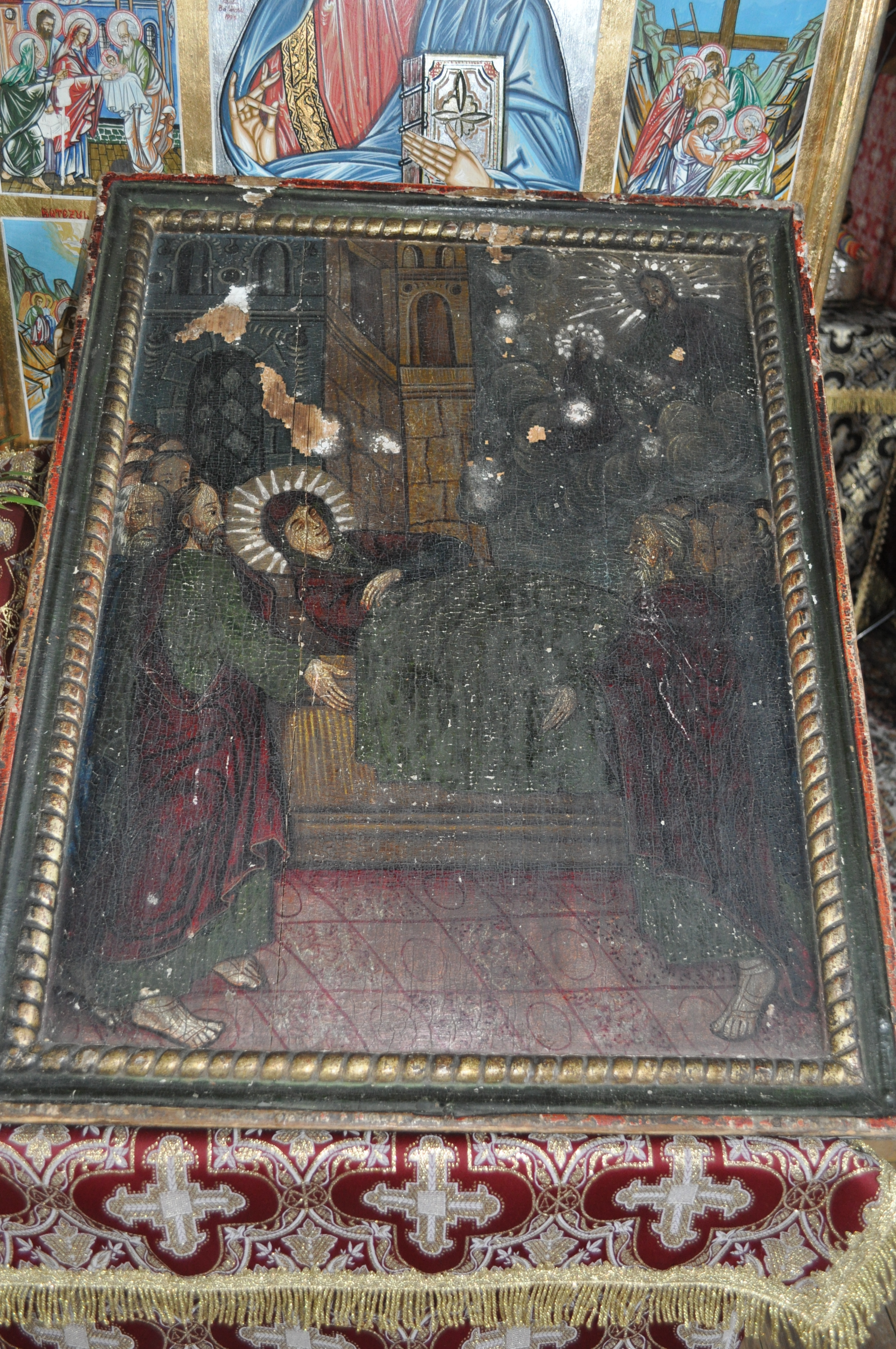